# 小池百合子
小池 百合子（こいけ ゆりこ、1952年〈昭和27年〉7月15日 - ）は、日本の政治家。東京都知事（第20・21・22代）。都民ファーストの会特別顧問。無所属。
アラビア語通訳者、ニュースキャスターを経て、1992年に政界へ転身した。
テレビ東京『ワールドビジネスサテライト』キャスター（「小池ユリ子」名義）、参議院議員（1期）、衆議院議員（8期）、総務政務次官、経済企画総括政務次官、環境大臣、内閣府特命担当大臣（沖縄及び北方対策担当）、防衛大臣、自由民主党広報本部長、自由民主党総務会長、自由民主党国際人材議員連盟会長、都民ファーストの会代表、希望の党代表を歴任した。

## 来歴

### 生い立ち
兵庫県芦屋市で育った。父・小池勇二郎は戦時中、仲小路彰、小島威彦らが創設した思想団体「スメラ学塾」のメンバーとして活動し、石油関連の貿易商として戦後に財を成した。また、政治家への転身を考えていた父親は末次一郎に心酔していた。
1959年、末次の主催する日本健青会がエジプトとの交流事業を行い、その一環としてアラブ、アフリカ諸国に視察団を送る。視察団に参加した勇二郎はエジプトのカイロで感激し「自分はここに残って商売がしたい」と言い出した。結局、周囲に説得させられて帰国するが、小池百合子とエジプトの縁はここに端を発した。

#### 学生時代
芦屋市立岩園小学校、甲南女子中学校を経て、1968年に甲南女子高等学校に進学。在学中は、テニス部、ソフトボール部、ESS部に所属した。
高校2年の1969年12月、父親の勇二郎は第32回衆議院議員総選挙に、石原慎太郎による将来的な新党結成を見据えた「日本の新しい世代の会」の推薦を受けて旧兵庫2区から無所属で立候補したが落選。業者間転売品の仕事が立ち行かなくなった父親は、1970年にムハンマド・アブドゥル・カーデル・ハーテムが来日すると、日本アラブ協会が主催した歓迎パーティーに出席しハーテムに自分を売り込んだ。帰国したハーテムを追いかけ、同協会に所属する国会議員の紹介状を手にエジプトに飛んだ。さらにハーテムの知遇を得た勇二郎は帰国後の同年10月14日、大阪倶楽部で講演を行う。「中東から日本に入ってくる石油はすべてユダヤ人が経営する企業を経由している。今回の中東訪問で自分は人脈を築いたので、ユダヤ企業を通さず石油を仕入れられるが、足りないのは自前のタンカーである」と述べて投資を募り、商売を続けた。
1971年3月、甲南女子高校卒業。同年4月、関西学院大学社会学部に入学。朝堂院大覚によれば、その後ほどなくして父親の会社が倒産し、一家は東京都の六本木に引っ越して朝堂院の事務所で働いたという。

### エジプト留学
1971年9月、大学を中退して父親の貿易先でもあったエジプトへ留学した。「国際連合の公用語にアラビア語が加わる」旨を伝える新聞記事を読んだのがきっかけだった。小池はアラビア語通訳を目指し、カイロ市のカイロ・アメリカン大学東洋学科に入学。ここでアラビア語を学んだ。エジプト滞在中にカイロ近郊にあるギザの大ピラミッドを登り、その天辺で茶道の形式に則りお茶を点てたことがある。両親は朝堂院（松浦良右）の資金援助でカイロ市で日本食レストランを経営するが、その会社は小池の留学中に倒産した。
1972年9月、カイロ大学の入学手続きを行う。同年10月、同大学文学部社会学科に入学。小池の著書によれば1年目に落第したとされる。1974年、同大学の3歳年上の日本人留学生と結婚。夫はその後同大学で進級できず卒業をあきらめ、サウジアラビアに引っ越して就職。結婚から3年ほどで離婚した。

1976年、日本航空カイロ支店の現地スタッフとして働き始める。同年10月にカイロ大学文学部社会学科を卒業。小池によるとカイロ大学は首席で卒業したという。来日するエジプトのサダト大統領夫人のジハン・サダトをエスコートするために、同年10月11日、一時帰国。11月にまたエジプトに戻り、12月に正式に帰国した。

### 通訳・ニュースキャスター時代
帰国後はアラビア語の通訳として活動。父・勇二郎の友人で民族主義者の中谷武世が会長を務める日本アラブ協会の嘱託となり通訳兼アラビア語講師を担当する（1989年には同協会の事務局長に就任）。
1978年、テレビ局のコーディネーター兼インタビュアーとして、PLO議長のヤーセル・アラファートやリビアのカダフィと単独会見を行った。
1979年、日本テレビのトーク番組『竹村健一の世相講談』のアシスタントキャスターに抜擢された。『海外ウィークリー』の幸田シャーミンや野中ともよ、『BIG NEWS SHOW いま世界は』の安藤優子より1年早いデビューで、元々フリーから出発した女性キャスターとしては草分け的存在であった。竹村健一の番組のアシスタントは1985年まで務めた。
1984年、ヌスレット・サンジャクリの抗議により「トルコ風呂」の名称が「ソープランド」に改められた際、小池はこの運動を支援しており、本人も後日新聞報道でそれを認めている。小池によれば、トルコ留学生の熱心な訴えを聞き、国家の尊厳を守るという「大義」に加えて、個人的な共感の結果であったという。自ら厚生省に乗り込み、当時大臣だった渡部恒三に「日本中でトルコの名前が出ているが、これはやめてくれ」と直談判、渡部の指導により『トルコ風呂』という名称は使用されなくなった。
1988年、テレビ東京『ワールドビジネスサテライト』初代メインキャスターに就任。1990年度の日本女性放送者懇談会賞を受賞。

### 日本新党公認で参議院議員に初当選
1992年7月の第16回参議院議員通常選挙を前に、複数の政党から立候補の誘いを受ける。細川護熙は同年5月発売の『文藝春秋』に「『自由社会連合』結党宣言」と題する論文を寄稿し、新党旗揚げを発表した。ニュース番組に次々と出演するが、その中のひとつに小池がメインキャスターを務める『ワールドビジネスサテライト』があった。番組出演後、元『朝日ジャーナル』編集長の伊藤正孝が間に入り、朝日新聞社鹿児島支局で同僚だった細川に小池を新党に誘うよう話を進めたと言われている。細川が参議院議員候補として小池に白羽の矢を立てると、「政治を変えるには大きな中古車を修理するのではなく、小さくても新車の方がいい」との理由で、5月22日に結成された日本新党に、野田佳彦、前原誠司らとともに入党した。『ワールドビジネスサテライト』では6月26日が最後の出演となり、このときは特に出馬は番組で触れられず本人からの挨拶もなかったが、翌27日の日刊ゲンダイのトップの見出しが出馬を伝え、29日放送からのメインキャスターには代役が立てられた。
当時の参議院比例区は拘束名簿式であったが、党代表の細川は公示日前日の7月7日に比例順位をようやく立候補者に伝えた。1位の細川に次いで2位に記載されたのは小池だった。日本新党の政策を立案した組織委員長の松崎哲久は5位、「ニコニコ離婚講座（現・離婚と母子の110番）」の創立者の円より子は7位、テニス選手の佐藤直子は9位に記載された。この措置に対し、小池が参加する前から細川を支えてきた党員の一部から強い不満の声が上がる。佐藤は、小池より自分が下位に置かれたことにショックと怒りを覚え、比例順位が伝えられたその日に出馬を取り止めた。
ニュースキャスター時代から脚を見せることを好んだ小池は、自分の強みで選挙戦を優位に進めようと考えた。マスコミに向かって「選挙もハイヒールとミニスカートで通します」と宣言し、街宣車のはしごに足をかけるときはローアングルで構えるカメラマンたちに「それ以上、近づいちゃだめよ」と笑顔で注意した。7月26日に行われた参院選で日本新党は比例区で4議席を獲得し、初当選。当選後、小池はいきなり週刊誌3誌で連載コラムを持った。そのうちの一つ『週刊ポスト』のコラムのタイトルは「ミニスカートの国会報告」であり、毎回ミニスカート姿の写真を添えた。
翌1993年、第40回衆議院議員総選挙に日本新党公認で鞍替え立候補し、旧兵庫2区（定数5）において日本社会党元委員長の土井たか子に次ぐ得票数2位で当選した。自由民主党は選挙前の党分裂により減少した議席数を回復できなかったのに対して、日本新党は躍進し、非自民非共産の連立による細川内閣が成立した。小池は総務政務次官に就任するが、連立政権は1年足らずで崩壊する。
1994年、日本新党を含む旧連立派各党を糾合した野党第一党となる新進党の結党に参加する。1996年の第41回衆議院議員総選挙では、小選挙区比例代表並立制の導入に伴い兵庫6区（伊丹市、宝塚市、川西市）から出馬し、自民党の阪上善秀に競り勝ち再選。新進党では、初代幹事長でありのちに新進党党首に就任した小沢一郎の側近となり、1997年の新進党解党後は小沢率いる自由党に参加。

### 自由党・保守党時代

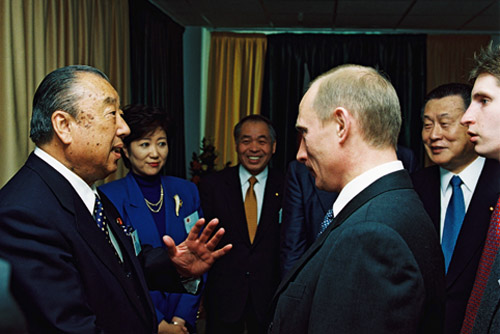
内閣総理大臣森喜朗らと共にロシア大統領ウラジーミル・プーチンと面会（2001年3月）

1999年、自民党と自由党の連立（自自連立）に伴う小渕第2次改造内閣の発足に際して経済企画政務次官となり、第1次森内閣まで務める。
2000年の自由党分裂に際して小沢と決別して連立与党に残留、保守党結党に参加した。
同年6月の第42回衆議院議員総選挙では保守党公認に加えてコスタリカ方式を条件とする連立与党の推薦を受け当選（3選目）し、今回比例単独に回った自民党の阪上に次回選挙の選挙区出馬枠を譲ることとした。

### 自由民主党に入党・女性初の総裁選出馬
2002年12月、民主党を離党した熊谷弘らの合流に伴う保守新党結成を前に、党首の野田毅および月原茂皓と共に、保守党を離党。保守クラブ（自民党へ合流するため、一時的に結成した形式上の政治団体）を経て自由民主党に入党。党内派閥に関しては、野田と月原が近未来政治研究会に入会したのに対し、小池は清和政策研究会（当時は森派）に入会した。
2003年9月、第1次小泉第2次改造内閣で環境大臣として初入閣。同年10月の第43回衆議院議員総選挙では、保守党時代のコスタリカ方式の約束により自民党から比例単独で立候補。比例近畿ブロックの自民党候補名簿で重複組のひとつ上の3位に記載され、比例近畿で自民党が9議席獲得したため4選。第2次小泉改造内閣より内閣府特命担当大臣（沖縄及び北方対策）を兼任。環境大臣は第3次小泉改造内閣まで務め、2005年夏の軽装化キャンペーン「クール・ビズ」の旗振り役を務める。
2005年8月8日、参議院本会議で郵政民営化関連法案が否決。同日、小泉純一郎は衆議院を解散し、「反対票を投じた自民党議員は公認せず、全員に対立候補を立てる」と発表した。小池は素早く内閣総理大臣秘書官の飯島勲の携帯電話に連絡を入れ、「小林興起の対立候補として東京10区に立ちます」と告げた。以前から東京に選挙区を替えたがっていた小池にとって、郵政法案反対派の急先鋒として各種メディアで認知度が高まっていた小林は恰好のターゲットだった。小泉に恩は売れるし、マスコミには自分を宣伝できると考えた。刺客として東京10区から出馬した第44回衆議院議員総選挙で民主党の鮫島宗明や新党日本の小林を大差で破り、5選。
2006年に発足した第1次安倍内閣では、内閣総理大臣補佐官（国家安全保障問題担当）に任命される。
2007年7月3日、防衛大臣久間章生が自身の失言のために辞任。同月4日、後任として就任。女性初の防衛大臣となった。在任中、テロ対策特別措置法の延長問題に関して、民主党が求めている自衛隊派遣に関する国会の事前承認について「国会がチェック機能を果たす観点から1年ごとの（法改正による）延長という仕切りがある。今の制度でも十分役割を果たしている」と否定的な見方を示した。
2007年8月、米下院慰安婦決議可決を受けての日米関係の動揺を防ぐため、第167回国会を欠席して米国を訪問し、国防長官ロバート・ゲーツや副大統領ディック・チェイニーと会談する。野党がテロ対策特別措置法の延長に反対している状況を説明した上で、「これからも引き続き、役割を果たしていきたい」と、インド洋での自衛隊の給油活動を継続する方針を伝えた。国務長官コンドリーザ・ライスとの会談では「私は『日本のライス』と呼ばれているようですが、日本でライスは米（こめ）になります。よって、マダム・スシと呼んでみてはいかがでしょうか」などと英語でジョークを飛ばした。なお、訪米のための国会欠席について8月9日に行われた自民党国防部会などの合同会議で、山崎拓から「いささか当を得ない行動ではないか。今、党はテロ対策特別措置法を抱えている」と批判されている。
イージス艦機密情報漏洩事件について、「防衛省内で誰も責任を取っていない。私は責任を取りたい」として、内閣改造で自身の再任を固辞、離任した。
2008年9月、福田康夫首相の辞任に伴って実施された自由民主党総裁選挙に立候補した。自民党結党以来、女性の自民党総裁選出馬は史上初であった（推薦人代表は衛藤征士郎。選挙責任者は杉浦正健）。ただ憲政史上初の女性総理誕生とはならず、結果は、麻生太郎、与謝野馨に次ぐ3位。党員票は麻生に次ぐ2位であったが、地方票は0票であった。
2009年の第45回衆議院議員総選挙では自民党への逆風を受けて小選挙区では民主党新人の江端貴子に敗れ、比例東京ブロックで復活当選した。この選挙の際、幸福実現党が小池に選挙協力し、幸福実現党の政策に協力する代わりに候補予定者が立候補を取りやめ、共同で街頭演説を行った。政権交代により野党議員となって9月3日、「派閥単位でなく、党全体で結束すべき」として町村派を退会し、無派閥となった。麻生退陣に伴う2009年自由民主党総裁選挙で推薦人に名を連ねた谷垣禎一が当選（首相を兼任しない自民党総裁としては、河野洋平以来2人目）、谷垣総裁の下で党広報本部長を務める。2010年6月9日の自民党ネットサポーターズクラブ（J-NSC）設立総会で、相談役に就任した。
2010年9月の党役員人事で、自由民主党総務会長に就任した。党三役に女性が就任するのは結党以来初めてであった。2011年9月退任。
2012年の第46回衆議院議員総選挙では、東京10区で前回敗れた江端を大差で破り7選。選挙後、自由民主党広報本部長に就任する。2014年の第47回衆議院議員総選挙で8選。
2016年2月、フランス政府よりレジオン・ドヌール勲章オフィシエを受章。

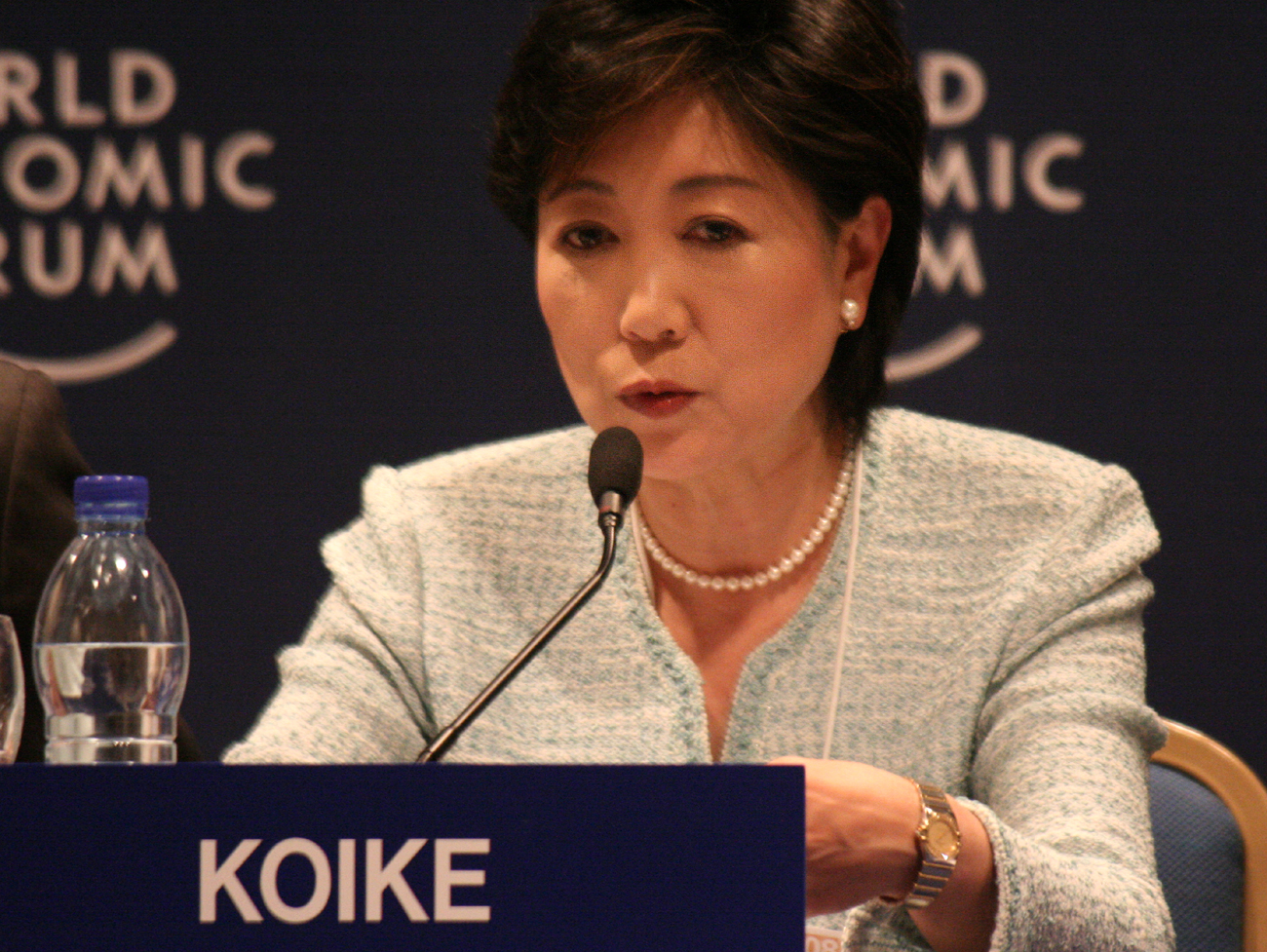
世界経済フォーラム（2008年）
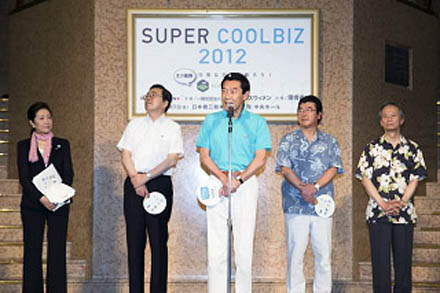
歴代環境大臣の斉藤鉄夫、小沢鋭仁、江田五月、環境副大臣の横光克彦と（2012年6月1日）
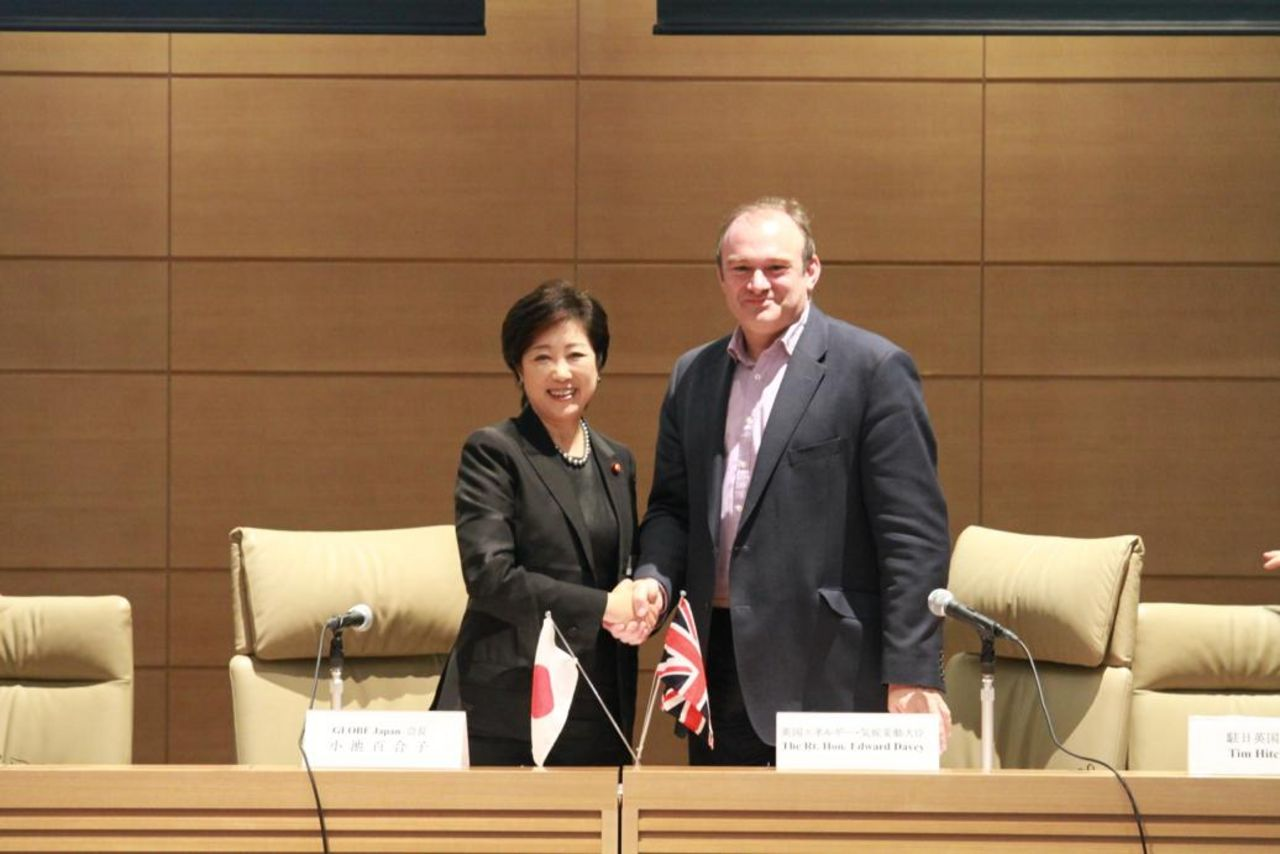
エド・デイヴィ（英語版）英国エネルギー・気候変動大臣と（2013年6月13日）

### 東京都知事就任・都民ファーストの会
2016年5月27日、東京新聞は、週刊文春のスクープに端を発した東京都知事の舛添要一の公私混同問題をめぐり、都民らから都に寄せられた苦情や意見は計1万9千件余りにのぼると報じた。5月30日頃、小池と自民党の若狭勝は、実施が予想される都知事選の出馬について協議した。
同年6月15日、舛添が辞職願を都議会に提出。同年6月17日、小池は、舛添の辞職に伴う東京都知事選挙への出馬の可能性について記者団から問われると「ノーコメント」と述べ、否定しなかった。6月29日、出馬表明。当初は自民党東京都連に推薦を依頼したが、「東京の改革のために覚悟を持って臨みたい」として無所属での出馬を宣言して推薦を取り下げ、自民党に進退伺を提出する。自民党は小池を応援した者の処分などを通達したが、選挙戦では前任の舛添や東京都議会の自民党会派の体質などを批判した。7月31日、投開票。2位以下の候補を大きく引き離す291万2628票を獲得して当選し、女性初の東京都知事に就任した。
同年9月16日、小池を支援する政治団体として「都民ファーストの会」が発足。2017年1月23日には小池系の議員による地域政党となる。6月1日、都民ファーストの会の代表に就任し、同日自民党に離党届を提出した（離党届は7月3日に受理）。
2017年7月2日に行われた東京都議会議員選挙においては小池が主催する政治塾『希望の塾』の塾生などを擁立し、選挙の結果、都議会で小池系の勢力が過半数を占めた。都議選後、すぐに党の代表を辞任したため、選挙だけが目的の食い逃げと批判された。都知事就任後は、築地市場移転問題等の対応にあたった。

### 希望の党結成
2017年9月17日未明、NHKが「9月28日召集の臨時国会の冒頭で衆議院解散の見通し」と報道。これを受けて民進党代表の前原誠司は同日、小池に密かに連絡をとった。
同年9月25日、小池は記者会見し、自らが代表となる新党「希望の党」の結成を発表。「これまで若狭さん、細野さんらが議論してこられたが、リセットして、私自身がたちあげるということで直接絡んでいきたい」と述べた。同日付で東京都選挙管理委員会を通じて総務大臣に設立を届け出て受理された。
同年9月26日夜、小池、前原、連合会長の神津里季生は極秘に会談。民進党と希望の党の合流が協議され、これについて最終調整に入ることで合意がなされた。9月27日夜、BSフジの報道番組『プライムニュース』に出演し、希望の党参加の条件について、憲法改正と安保法制への姿勢を重視する考えを示した。
同年9月29日午前、小池と前原は新宿区内のホテルで衆院選候補者の決め方について話し合い、合意した。会談後、小池は記者団に「様々な観点から絞り込みをしていきたいと考えております。全員を受け入れるということは、さらさらありません」と述べた。同日午後、記者クラブ主催の都庁記者会見で、挙手をしてもほとんど当てられることのなかったフリージャーナリストの横田一を小池は指名。横田が「前原誠司代表の昨日の『公認申請すれば排除されない』という発言について、小池知事は『安保、改憲で一致しない人は公認しない』と述べた。（小池知事は）前原代表を騙したのか」と質問すると、小池は「『排除されない』ということはございませんで、排除いたします」と笑顔で言い切った。これを聞いて、民進党内では怒号が飛び交った。
小池の「排除発言」をきっかけとして、9月30日未明に「枝野幸男が考え方の近い前議員らとの新党結成を視野に入れている」との記事が配信された。同日、民進党の前職、元職計15人の「排除リスト」が党内に出回る。混乱の中で旧民進党リベラル派が10月3日に立憲民主党を結党した。希望の党の幹部にすり寄らなければ議員でいられないと考える旧民進党の議員は多かったが、野党が2分された結果、第48回衆議院議員総選挙で希望の党は自民党に大敗し、野党第一党の座も立憲民主党に奪われた。この結果、党内の求心力は低下し、11月14日に代表を辞任した。11月20日、後任代表の玉木雄一郎の要請で特別顧問に就任した。
同年10月、舛添要一前東京都知事の下で選任された3名の東京都副知事を任期途中で解任し、猪熊純子ら2名を新たに副知事として選任した。2019年には民間出身副知事として宮坂学を起用。
その後、野党再編の有り方を巡り希望の党が分裂。2018年5月7日に国民民主党が結成された。分党措置により保守系議員らが新たに結成した希望の党から特別顧問就任を打診されたものの固辞し、国政からは距離を置くことを表明した。

### 東京都知事に再選

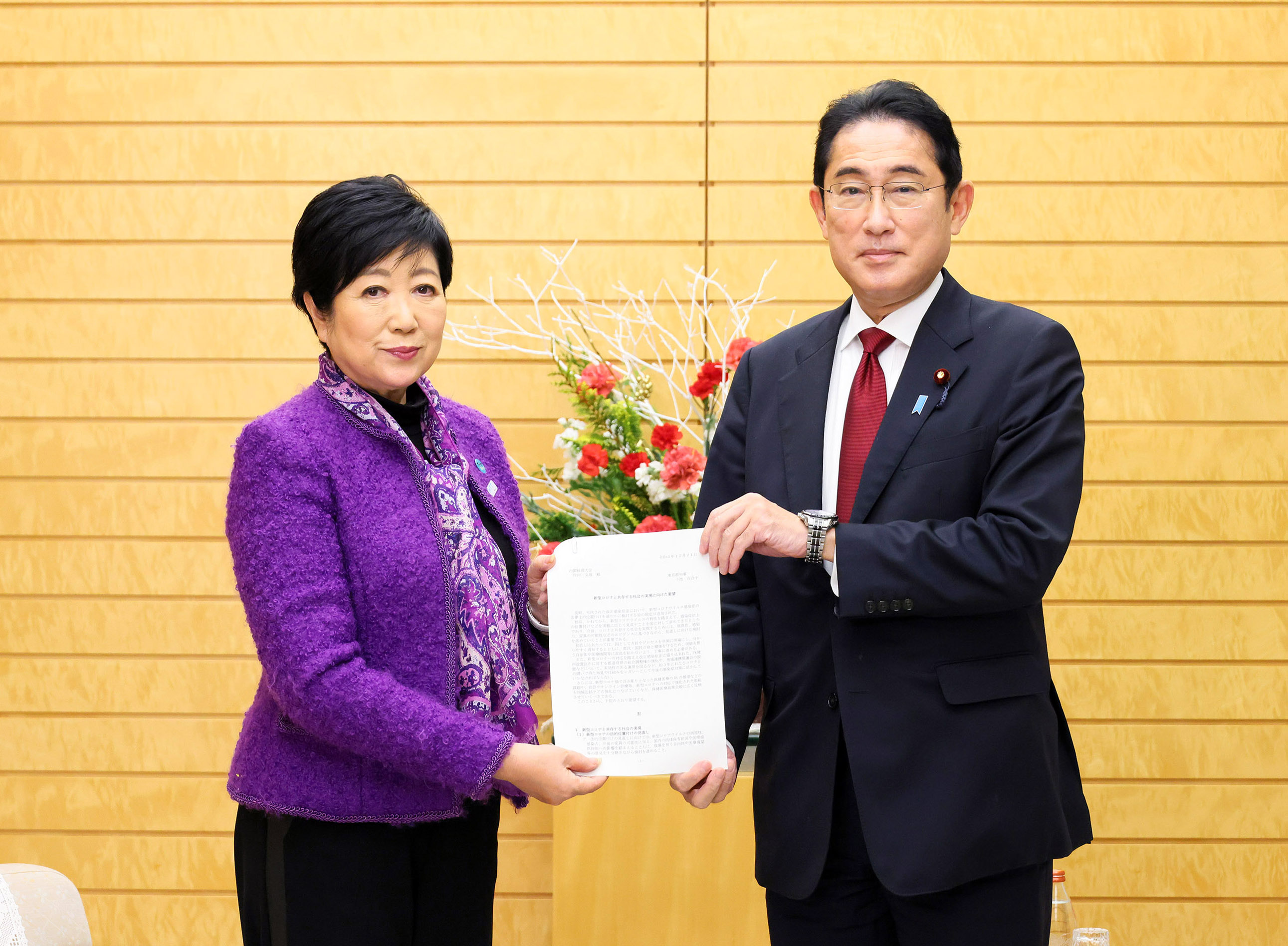
内閣総理大臣岸田文雄と（2022年12月）

2020年7月5日に行われた東京都知事選挙で、宇都宮健児、山本太郎、小野泰輔らを破り、2012年東京都知事選挙での猪瀬直樹（433万票）に次ぐ、都知事選史上2番目の得票数となる366万1371票で東京都知事に再選された。
2021年5月14日、弁護士の宇都宮健児は、東京オリンピック・パラリンピック開催中止を求める小池宛ての要望書を東京都に提出した。中止を求めるオンライン署名は世界133カ国から集まり、同日正午時点で約35万人を超えた。5月24日、30代男性が、開催中止についての検討プロセスを都に開示請求。6月4日、東京都は男性に、「実施機関では当該文書を作成および取得しておらず、存在しない」ことを理由とする非開示決定通知書を渡した。
同年5月末、飼い犬（メス、ヨークシャーテリア）を亡くす。18歳だった。同年6月22日、通常通り都庁に登庁。都医師会や自治体とワクチン接種について協議するオンライン会議に出席したあとの午後、都内の病院に入院した。過度の疲労で静養が必要になったとされる。6月25日には都議選が告示されるが、姿は現さなかった。6月30日午前に退院。医者の判断により、7月1日以降はテレワークで公務を行うとされた。
同年7月2日、東京五輪中止を求める要望書を都が受け取っただけで何の検討もせず放置していたことが、週刊誌によって報じられた。宇都宮健児は「陳情とか請願という形式ではなくとも、数十万の人の声を代表しているのだから、きちんと検討するべきだ」と、小池の対応を批判した。
同日、小池は10日ぶりに登庁し、定例記者会見で「東京都にとって、今ほど重要な時期はないと考えております」「どこかでばたっと倒れてるかもしれませんが、それも本望だと思ってやり抜いていきたい」と述べた。
7月3日、突如として都民ファ候補者の事務所18カ所を訪れ激励した。滞在時間はわずか数分で、街頭でマイクを握ることは一度もなかったが、メディアは選挙参戦の模様をすぐに取り上げた。「がんばるのよ、最後までがんばるのよ」と都民ファ代表の荒木千陽都議に声をかけたとする記事も配信された。また小池は「○○○（候補者名）へあなたの一票を託してください。これからも私とともに東京を発展させます」と呼びかける録音メッセージを一部の有権者に電話で流した。
7月4日、東京都議会議員選挙投開票。毎日新聞社が6月26日に実施したインターネット調査では「自公で過半数の勢い」との結果が出ていたが、自民党・公明党は過半数をとれず、「5～22」と言われた都民ファーストの会は31議席を確保した。ただし都民ファは翌7月5日、選挙期間中に無免許運転した板橋区選挙区の木下富美子を除名した。

### 2023年以降
2023年10月24日、江東区長の木村弥生が同年4月の江東区長選挙をめぐり公職選挙法違反の疑いにより家宅捜索を受け、11月15日付で区長を辞職した。木村の辞職に伴う区長選挙に小池は都職員の大久保朋果を擁立。12月10日に投開票が行われ、大久保は4人の候補者を破り、初当選した。
同年12月28日、東京地検特捜部は、木村弥生を支援した東京15区選出の柿沢未途衆議院議員を公職選挙法違反（買収）などの疑いでを逮捕した。同選挙区の補欠選挙が4月28日に行われる可能性が高くなると、2024年1月から小池の衆院選出馬の観測が流れ始めた。小池は江東区を選挙区とする東京15区に縁はなかったが、先の区長選で激戦を制した大久保の応援に入る中で「ここでも勝てる」と手ごたえを得たとされる。小池の側近はメディアの取材に応じ、「小池さんの目標は女性初の総理になることです。今がその時（注・国政転出）、と決意を固めたようです」と答えた。
2024年3月15日に産経新聞が「東京15区は小池百合子都知事の出馬の臆測が出ており、（自民党は）その動向を探りつつ『相乗り』も模索している」と報じた。3月25日には二階俊博が次期衆院選に出馬せず今季限りで引退すると表明した。3月26日、東京新聞記者は自民党都連最高顧問の深谷隆司の浅草の自宅に訪ね、「小池氏は東京15区補選に出るか出ないか、どちらの可能性が高いと思うか」と質問した。小池と付き合いの長い深谷は「半々だ。国政の舞台に立ちたいというのが本音だろう」と答えた。3月28日付の同紙朝刊は深谷とのやりとりを記事にし、「最大の後ろ盾になると目されていた実力者の二階氏の『不在』は小池氏の判断に影響するのか」とコメントした。
同年3月28日、小池は東京15区補選について「うち（注・都民ファーストの会）は乙武さんでいきますから」と主だった関係者に直接電話し、乙武洋匡の擁立を決めた。自民党幹部にも乙武の擁立が内々に伝達された。乙武は、小池が都民ファーストの会の国政進出を目指して設立した「ファーストの会」の副代表に同日付で就任し、4月8日に無所属での出馬を表明した。

### 東京都知事3期目

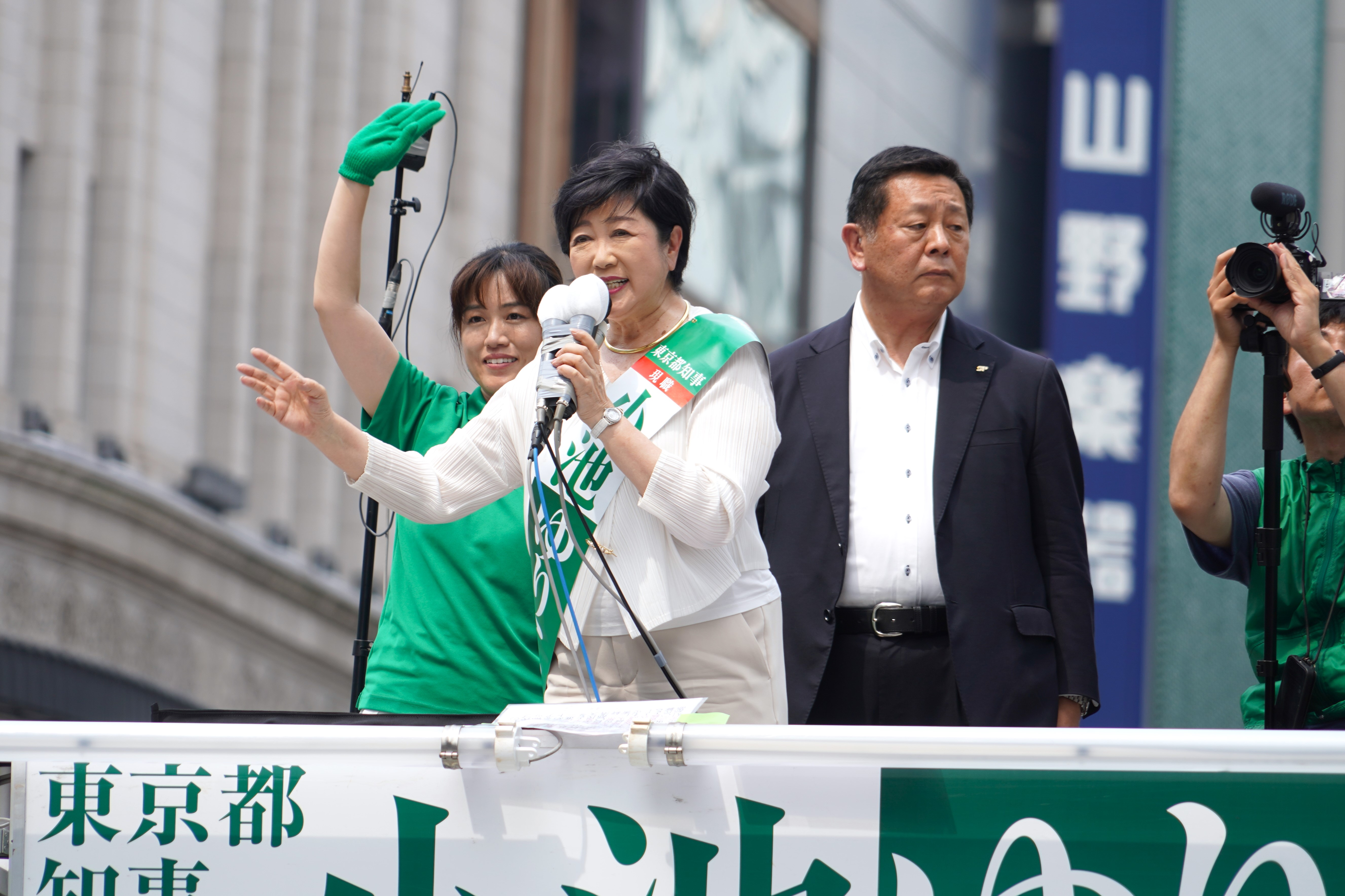
銀座四丁目交差点で演説する小池（2024年7月）

2024年5月25日、小池は3選目指して都知事選に出馬を固めたと報じられた。都議会定例会の最終日に当たる同年6月12日、小池は本会議において3選目を目指して立候補する意向を表明した。
同年7月7日、2024年東京都知事選挙が投開票された。石丸伸二、蓮舫らを破り、291万8015票（得票率42.8%）で東京都知事に再選された。
同年8月6日、明治神宮野球場で開催された日本プロ野球のJERA セ・リーグ公式戦、東京ヤクルトスワローズ対阪神タイガース14回戦の始球式に登場したが、投球の際に膝をひねり、退場後は車椅子で球場を後にした。左膝関節の剥離骨折で全治2か月程度との診断を受け、当面は公務をテレワークでこなすこととなった。同月15日に開催された東京都戦没者追悼式には車いすで参列した。

## 政策

### 都政

#### 7つのゼロ
2016年7月の都知事選挙の選挙公報で「7つの0（ゼロ）を目指します」として、以下の7項目を挙げた。
- 待機児童ゼロ
- 介護離職ゼロ
- 残業ゼロ
- 都道電柱ゼロ
- 満員電車ゼロ
- 多摩格差ゼロ
- ペット殺処分ゼロ

このうち「ペット殺処分ゼロ」 は2018年度および2019年度に部分的に実現した。ただし、病気や怪我などを理由とするペット殺処分は未だ存在する。
「満員電車ゼロ」について、小池は、2階建車両を導入するとともに、駅のホームも2階建てとする計画を示していた。1990年代初頭に類似の計画が提案されたことがあるものの、いずれも実現できておらず、主要路線の混雑率も2019年度までは減少しなかったが、2020年度になると新型コロナウイルス感染症の拡大により企業の在宅勤務や時差通勤への取り組みが進展したため、満員電車の問題は解消された。その後、コロナウイルス感染症が終息するにつれて再び満員電車の問題が顕在化してきている。
そのほかの「待機児童ゼロ」「介護離職ゼロ」「残業ゼロ」「都道電柱ゼロ」「多摩格差ゼロ」については達成できていないと指摘される。

#### 築地市場の移転延期
築地市場の移転先となる豊洲市場の全施設は2016年5月に完成し、11月10日の完全移転・開業を予定していたが、8月31日に「土壌汚染対策に不安が残る」として開場の延期を宣言した。その後、2017年6月20日に「一度豊洲に移転し、5年後再び築地に戻す」としたが、12月20日には「2018年11月10日に移転し、築地市場は解体する」と改めた。延期決定から築地市場解体決定までに1年4ヶ月弱を要し、その間に小池が度々姿勢を転換させたため、市場関係者以外にも大きな混乱を招いた。2018年7月31日、土壌汚染対策の追加工事が完了し、「将来リスクを踏まえた安全性が確保された」として、小池百合子により豊洲市場の安全宣言が出された。同年9月13日に開場記念式典が行われ、10月11日に取引を開始した。 この移転延期により、巨額の損害が生じたことが指摘された。
詳細は「築地市場移転問題」を参照

#### 子どもを受動喫煙から守る条例
自らの意思で受動喫煙を避けることが困難であり、保護の必要性が高い子どもを守ることを目的とした条例を制定した。2018年4月1日施行。
条例は保護者に対し、18歳未満の子どもがいる室内や車内で喫煙をしないことや、分煙が不十分な施設に立ち入らせないことなどを求めるものであり、努力義務のため罰則規定はない。
この条例に対し、自民党は「条例が家庭内にまで踏み込むのは『法は家庭に入らず』の原則から納得できない。継続審議すべきだ」として反対していたが、2017年10月5日に自民党を除く賛成多数で可決、成立した。

#### 受動喫煙防止条例
従業員を雇う飲食店に原則屋内禁煙を義務づけるなどした罰則付きの受動喫煙防止条例を制定した。2020年4月1日までに段階的に施行される。
一時は「国との整合をとる」という理由で条例案の提出を見送っていたが、政府が客席面積100平方メートル以下の飲食店で喫煙を認めるなど例外が多い内容の健康増進法改正案を閣議決定したことを受け、国の方針より厳しい条例の制定を目指したものである。政府案で規制されるのは国内の飲食店の45％にとどまるが、当条例では都内の飲食店の84％が規制対象となる。
当条例については、飲食組合やたばこ販売店などから強い反対があり、杉並区長の田中良も「都が一律に規制するのはファッショ的だ」と批判していた。都議会においては、自民党が規制対象外とする飲食店を増やす修正案を提出するなどして反対しており、高橋信博都議からは「実効性がない荒唐無稽な基準だ」という批判もあったが、2018年6月27日に自民党を除く賛成多数で可決、成立した。
小池都知事は条例の成立について「以前は反対される飲食店も、より多かった。この1年間いろいろと訴えをし、途中で条例の設計の見直しも要したが、ご理解いただいて、今回の成立につながった」と述べた。

#### 新型コロナウイルス対策
2020年3月12日、新型コロナウイルス感染症の拡大によりWHOのテドロス事務局長が「パンデミックと言える」と発言したことについて、「都として準備を重ねてきたことであり、中止という選択はない」と述べ、予定通り同年夏の東京五輪開催を目指す考えを示した。3月22日にIOCが東京五輪の延期を検討すると発表した翌23日、新型コロナ関連で最初の記者会見を開き、3つの密を避けることなどを要請した。4月23日の臨時記者会見では「4月25日からの12日間を、『いのちを守るステイホーム週間』とします」「『STAY HOME』。おうちにいましょう」と強く要請した。
週刊新潮は、2020年5月21日号（5月13日配信）で、東京都が入院患者数をごまかし、より深刻に装っていたと報道した。東京都の感染症対策課によると、5月11日現在、3300床が確保されているという。同誌は小池について「3月下旬の3連休前、五輪を気にして手を打たず、感染拡大させた張本人が、命を削る自粛を強いながらも、その前提となる数字を示さないのは、都民ひいては国民への背信行為。徹底的な検証が不可避であろう」と指摘した。
2020年5月12日、新型コロナウイルスの感染歴を調べる「抗体検査」を6月から月3千件のペースで実施すると発表し、「継続的に抗体検査を実施して地域ごとの抗体保有率を調査し、感染拡大防止対策に役立てていきたい」と述べた。
2020年5月19日、新型コロナウイルスの緊急事態宣言延長に伴う休業要請の追加協力金930億円などを含む5832億円の2020年度補正予算案を発表し、小池は「感染の拡大を防止するという大きな目標には、（経済的な）セーフティーネットが必要だ。対策を切れ目なく講じていくことで効果が出る」と述べた。新型コロナ対策費の総額は、4月に想定した8000億円から約1兆円に拡大した。これに対し、自民党の都議は「小池百合子都知事は、新型コロナウイルス対策の1兆円で再選を買ったも同然だ」と指摘した。
2020年5月22日、緊急事態宣言が解除された場合、休業要請を段階的に緩和する「ロードマップ」を発表した。この政策について、元衆院議員でタレントの東国原英夫は、小池のロードマップでは完全解除まで2カ月と推察し、経済がもたないのではないかと指摘した。
2021年2月2日、政府の緊急事態宣言延長決定を受けて臨時会見を行う。感染拡大防止策説明の際は、「飲み会、家で友人との飲食もなし。社会人の方も歓送迎会、仕事の打ち上げもなし、でお願いします。イベント後の飲んで楽しく食事もなし。カラオケ、ゲームセンターもなしで」。さらに「学生の皆さんは卒業の季節ですが、追い出しコンパや謝恩会、今年はぜひなしで。友人との旅行、卒業旅行もなし、でお願い申し上げます」と「ナシ」「ナシ」を連呼して、若者に対し娯楽を自主的に制限することを推奨した。

#### ドクターヘリ事業
小池の2020年出馬時の公約によって東京都から委任杏林大学医学部附属病院によって2021年「東京都ドクターヘリ運航事業」（以下、DH）として公募された結果、ヒラタ学園が1億9520万円で落札。しかし、実際にヒラタ学園に支払われた額は2億6504万と入札時の金額を大幅に上回っている。五十嵐衣里は「本来、入札時に想定した額よりも高くなれば、『契約内容の変更合意』が必要です。ところが、それを行っておらず非常に問題です」と指摘。更に全日本航空事業連合会作成の2023年度ドクターヘリ運航実績」によると運行回数1360回中患者を運ばずに戻ってきたキャンセルは1054回とキャンセル率が77%になっている。日本航空医療学会理事長の猪口貞樹も「東京都のキャンセル率はあり得ない数字」と首をかしげる。航空会社関係者は「公告されたDH事業の入札要綱には「契約内容の変更はない」と明記されているにもかかわらず、実際は実費で支払われている。これはどう考えてもおかしい。入札時の契約金額に関係なく支払額が増えるならば、最初からゼロ円で入札したっていいわけですから」と語る。ヒラタ学園も国交省大阪航空局から2024年5月28日に「事業改善命令」「警告書」が出されている。航空局は、耐空証明の有効期限が切れた機体からの部品の流用、不具合を解消しない状態での運航など30項目に及ぶ不正を指摘したうえで、DHなどの公益性が高い事業を実施するために十分な予備品が配備されていないと非難、更に航空日誌に不具合が発生したと記載しないなど、航空法違反行為を繰り返していて航空局はこうした違反行為を整備部長及び整備管理課長も認識しており、組織的な違反だったと断じた。
ヒラタ学園が神戸空港で事故を起こした5月31日に週刊文春が杏林学園理事長の松田剛明を直撃すると「(事業改善命令が出た後)彼らが「改善しました」というから信用したが、今日事故があったなら話は別。本当に安全か確認するまで、飛ぶなと指示を出しますよ。」「委託会社の変更も真剣に検討する。」と応じた。

### 内政

#### 経済
財政政策は「財政に家計の常識を入れる」ことを基本にしており、赤字国債による景気対策に否定的である。財政出動は変動相場制の下では効果が無いとの立場を取る。日本国憲法に財政規律条項を加えることを提案している。2017年には、希望の党を率いて戦った衆院選の公約として、当時の安倍晋三首相が掲げる経済政策「アベノミクス」に対抗し「ユリノミクス」を掲げた。

#### 選択的夫婦別姓制度
党議拘束を外す場合、選択的夫婦別姓については選択制であることから賛成するとしている。一方、2014年の調査では、「どちらとも言えない」としている。

#### 女性宮家
2012年の毎日新聞の調査では、女性宮家創設に賛成と述べている。

#### 表現規制
国会議員時代は「マンガやアニメ、映画、ゲームにおける描写を規制する青少年健全育成基本法案」の請願を国会に提出した。2016年東京都知事選挙でも、小池の選挙対策事務所は「表現の自由は、しっかりと守るべき」とした上で「目をそむけたくなるものも中にはあり、そこをどのように線引きするか議論が必要」とした。
なお、東京都では青少年健全育成条例により、主にマンガを対象として不健全図書の指定が行われているが、小池が都知事に就任した2016年以降、特にボーイズラブ作品の不健全指定が増えている。不健全指定された作品は都内で青少年向けに販売できなくなるほか、Amazon.co.jpにおける販売が停止される。参議院議員の山田太郎は、こうした青少年健全育成を理由としたBLの規制に危惧を表明している。

#### 無電柱化
自民党無電柱化小委員会の委員長として日本全国の無電柱化を推進し、「無電柱化の推進に関する法律」の成立を目指している。

### 外交・安全保障

#### 核武装
2003年11月、毎日新聞の衆議院議員アンケートで、日本の核武装について「国際情勢によっては検討すべきだ」と回答した。

#### 対リビア外交
日本リビア友好協会の会長を務めており、日本とリビアとの関係の強化、発展を目指している。日本リビア友好協会は、リビア側の要望に応えて、政府間協定に代わる新たな合意書を締結した団体である。国際連合によるリビア制裁の間も、日本とリビアとの関係強化を図るためさかんに活動しており、同国の革命指導者であるムアンマル・アル＝カッザーフィーの二男のサイフ・アル＝イスラーム・ムアンマル・アル＝カッザーフィーや、三男のアッ＝サーディー・アル＝カッザーフィーに対し、日本訪問を要請したのもこの団体である。
リビアを訪問した経験もあり、複数回にわたってカッザーフィーと直接会談している。さらに、カッザーフィーに招かれ執務室の中に入ったこともあるという。小池によると、カッザーフィーは民主主義国家の樹立を目指し、明治維新を参考にしているという。
2011年8月には、日本の政治家として初めてリビア国民評議会のトップであるムスタファ・モハメド・アブドルジャリル議長らと会談した。

#### 守屋防衛事務次官更迭
2007年に防衛大臣に就任した小池は、内閣総理大臣補佐官時代からの懸案であった防衛省の「情報保全」システムの確立を理由に、防衛事務次官守屋武昌を退任させ、警察庁出身の官房長西川徹矢を防衛事務次官に起用する人事案を作成した。しかしこの人事情報が防衛省中枢からマスコミに漏洩され、更に守屋が小池の頭越しに内閣総理大臣安倍晋三や内閣官房長官塩崎恭久に対して直接、人事案の撤回を直訴。塩崎が小池に対し、人事案の再考を求める事態に発展した。小池は人事案の撤回を迫られ、安倍・塩崎らは守屋留任でも西川でもない「第三の（人事）案」を小池に要求して事態の収拾を図り、守屋同様防衛省プロパーである人事教育局長増田好平を後任の事務次官に起用する「第三の案」で決着させた。なお、守屋は事務次官を退任後、山田洋行事件によって国会での証人喚問の後に逮捕、起訴された。小池は「オンナの直感で『これはよろしくない』と思った」と述べた。

## 批判

### 拉致被害に関する不適切発言
北朝鮮による拉致被害者の家族である蓮池透によれば、2002年に拉致被害者の横田めぐみの両親が記者会見を行った直後、同行していた小池が鞄を置き忘れて取りに戻った際、「あったあ！バッグ」「私のバッグ、拉致されたかと思った」と発言したという。蓮池は「あれ以来彼女のことは信用していない」と批判している。

### 玉城デニーへの差別的発言
沖縄県知事の玉城デニーによれば、2013年の特定秘密保護法案を審議する委員会の最中、衆議院議員であった玉城が法案を批判したところ、小池が背後から「日本語読めるんですか？分かるんですか？」と野次を飛ばしたという。なお玉城の母は沖縄県の伊江村出身で、父は在日アメリカ軍兵士であった。

### 水俣病患者の調査拒否
1950年代に熊本県で発生した公害問題である水俣病に関して、2004年に最高裁判所が初めて「日本国と熊本県には、水俣病の被害者に対する賠償責任がある」と判断した。これを受けて熊本県知事の潮谷義子は新たに住民への健康調査を提案した。しかし当時環境大臣であった小池は熊本県による提案を拒否し、追加調査や賠償基準の見直しを実施しなかった。また任期中に潮谷と面会することはなかった。以後、2024年4月現在まで熊本病患者に対する追加調査は実施されていない。

### 関東大震災朝鮮人犠牲者追悼式典への追悼文送付を中止
1973年9月29日、関東大震災の際に流言を原因として虐殺された朝鮮人の供養のため「関東大震災朝鮮人犠牲者追悼碑」が墨田区の都立横網町公園に建立された。1974年9月1日、追悼碑前で第1回「関東大震災朝鮮人犠牲者追悼式典」が開かれた。美濃部亮吉知事は「51年前のむごい行為は、いまなお私たちの良心を鋭く刺します」と追悼のメッセージを寄せた。以来、主催者の実行委員会は毎年追悼文の送付を要請し、歴代知事もこれに応じてきた。
2017年3月2日の東京都議会本会議で、自民党の古賀俊昭都議が、「虐殺の犠牲者数について、式典の主催者が表明する『6千余名』という説は根拠が希薄である」などと問題視し、追悼文の送付を見直すことを求めた。
同年8月24日、各紙の報道により、小池が要請を断ったことが明らかとなった。週刊文春は古賀の要求による影響を指摘している。8月30日、墨田区長の山本亨が小池に追随し、追悼文送付を取りやめたと報じられた。日本共産党東京都議団は小池に対し追悼文の送付中止を撤回するよう要請し、NPO法人「ウィメンズアクションネットワーク」など各団体はウェブ上に墨田区役所や東京都庁の住所や電話番号を記し、「東京都知事と墨田区長に追悼文拒否の撤回の声を届けよう」と訴えたが、9月1日、小池も山本も結局送らなかった。2017年から2023年まで東京都知事からの追悼文送付は停止されている。小池は理由について「毎年（都慰霊協会が営む）大法要において、都知事として犠牲となった全ての方々への哀悼の意を表している」と説明している。
この対応には批判する声が上がり、式典実行委員長で、日朝協会東京都連合会会長の宮川泰彦は「悲惨な虐殺の歴史を受け入れない、認めないという姿勢の表れではないか」と述べている。また、小池は関東大震災における朝鮮人虐殺に関して「何が明白な事実かについては、歴史家がひもとくものだ」と述べており、虐殺の有無について明確な認識を表明していない。
2024年8月5日、東京大学の教職員が小池に対し、朝鮮人虐殺の史実を認め、犠牲者へ追悼メッセージを出すよう求める要請文を提出した。要請文は外村大、市野川容孝ら83人の連名で書かれ、小池が「虐殺の事実があったかどうかの認識を示さないあいまいな回答」しか述べないことで「評価が定まった学説への信頼を毀損している」と批判した。8月14日、東京都は、式展実行委員会からの追悼文送付要請に対し、ファクスで「送付しません」と返信した。8月26日、実行委員会は都庁で記者会見を開き、「知事の要請拒否は看過できない」との抗議声明を発表し、公園緑地部の職員に提出した。宮川委員長は会見で「虐殺された朝鮮人犠牲者への追悼は必要ないというのに等しい。歴史的事実から目をそむけ、なかったことにしたいのではないか」と批判した。

### 阪神大震災での労働組合に関する発言
2007年7月26日、青森県弘前市で行なわれた第21回参議院議員通常選挙の比例区に立候補した候補者の応援演説において、1995年の阪神・淡路大震災における救援活動について「アメリカが支援に神戸港に入ろうとしても、港湾組合が厳しくてなかなか着岸できなかった」と発言。これに対して港湾労組協議会は「拒否した事実はない」と否定したとされるが、小池側は「非核証明がない限り入港できないという、非核神戸方式を念頭に置いた発言」、当時の首相である安倍晋三は「港湾労働組合による反対の事実があったとは承知していない」とした。

### 政治資金規正法違反問題
しんぶん赤旗は、小池が代表を務めた資金管理団体「フォーラム・ユーリカ」(2017年6月解散)は94年～16年までに収入が1000万円以上の「特定パーティー」を18回開いたと報じた。規正法は特定パーティーについて、パーティー券の購入人数にあたる「対価の支払をした者の数」を政治資金収支報告書に記載するように求めている。
しかし特定パーティーを赤旗が調べると15年と16年のパーティー収入を1枚のパーティー券代(2万円)で割った数字と同じ数字=パーティー券の販売枚数と同じ数字を購入者数として記載していたが、収支報告書に記載する購入者数は、1人が1枚ずつ購入しない限り、パーティー券の販売枚数と一致することはあり得ないと報じた。そして政治団体「全日本トラック事業者政治連盟」は16年8月31日、「政治資金パーティー会費」として6万円(3枚分)をフォーラム・ユーリカに支出したと収支報告書に記載している。16年5月18日にも、「全国住宅産業政治連盟」が「パーティー券購入」として、10万円(5枚分)を支出したと記している。この為赤旗は、一つの政治団体が複数枚のパーティー券を購入していれば、販売枚数と購入者数が一致することはあり得ず、政治資金規正法違反(虚偽記入)の疑いがあると報道した。

### 豊洲市場移設に関する発言
2017年8月10日の都知事定例記者会見で、知事が公表した豊洲と築地の双方に市場機能を残す方針について財源や運営費など検討した記録が都に残ってないことの所見を尋ねられた。小池は「情報というか、文書が不存在であると、それは"AI"だからです。私があちこち、それぞれ外部の顧問から、それからこれまでの市場のあり方戦略本部、専門家会議、いろいろと考え方を聞いてまいりました。いくら金目がかかるかということについては、関係局長が集まった会議で、既にA案、B案、C案、D案と各種の数字が出てきております。よって、試算については既に公表されているものがあります。最後の決めはどうかというと、人工知能です。人工知能というのは、つまり政策決定者である私が決めたということでございます。」と述べた。上記の発言が意味不明であるとしてネットユーザーが困惑を示したと産経新聞が報じた。

### 志村けんの死去に関する発言
2020年3月30日、タレントの志村けんがCOVID-19肺炎で死去したことについて、小池は「悲しみとコロナウイルスの危険性について、しっかりメッセージを皆さんに届けてくださったという、その最後の功績も大変大きいものがあると思っています」と発言した。「功績」という表現に多くの批判が集まった。

### 辺野古移設案に関する非公式約束疑惑
普天間飛行場の辺野古への移設案に関して、2007年に小池が防衛大臣在任中に、いわば空約束を沖縄県知事に非公式に与えていたことが記されたアメリカの「秘」（confidential）扱いの公電を、ウィキリークスが暴露したと報じられる。
末尾に「SCHIEFFER」と記された公電は、在沖縄総領事ケビン・メアが2007年11月2日に小池と昼食を共にした際の内容を伝えている（これに先立つ8月に小池は防衛相を辞任している）。2006年に日米で合意した移設案に関して、沖縄県知事仲井真弘多は滑走路を少しでも沖合へと修正するよう求めていた。ウィキリークスによると、小池は、環境影響評価後を条件に、政府が滑走路を50メートル沖合に移すことを同意するとの「非公式な『約束』」を知事に与えていたことをメアに認めたとされる。メアは小池に、滑走路を移動する科学的根拠が環境影響評価により与えられなかった場合にどうするのか、を尋ねた。これに対し、2009年までには別の政権になっており、我々が知事に現時点までに何を約束したかが問題になることはない、と小池は答えたという。ウィキリークスによると、公電は、日本の内閣がこのような非公式な示唆を沖縄県知事に続ける事への懸念、また小池によりそのような非公式な約束が為されたとの噂をアメリカ側が事前に聞いていた事を記しているとされる。小池は約束を与えたことを否定し、「その場に総領事が来たという記憶もないし、必然性もない」と主張している。

## 人物

### 政党遍歴
1992年5月から2017年6月まで、日本新党、新進党、自由党、保守党、自由民主党と5つの政党に所属した。そのため「政界渡り鳥」と呼ばれることがある。ただし、日本新党、新進党は党そのものが解党しており、自発的な離党は自由党および保守党を離党した時である。また、自由党からの離党は自自公連立政権からの離脱の是非を巡り党が分裂したことに伴うものであり、海部俊樹、扇千景、野田毅、二階俊博など小池を含めて26名の議員が共に離党している。これは自由党に残留した側の人数を上回る。
小池は『文藝春秋』（2008年1月号）への寄稿で、「政界再編の荒波の中で生きてきた結果、自慢にはならないが、新党の立ち上げはお手のものだ。党名、綱領、政策、キャッチフレーズに、党名ロゴ作りまで、三日もあればまとめる芸当さえ身に付けたが、もうたくさんである」と回想している。立ち上げから参加した日本新党のシンボルカラーは自身のものと同じ緑である。なお新進党結党時には公式の英語党名として「New Progressive Party」（直訳すると新進歩党）提案したが、異論があり「New Frontier Party」（直訳すると新開拓領域党）となった。2016年7月に東京都知事選挙への立候補を表明した際には、「このところいろいろと私のこれまでの経歴などをご紹介いただく放送などを見ていて、『政党がコロコロ替わる』というようなご指摘もいただいている。しかし、改めて申し上げると、それは政党の離合集散の結果であって、政党名が変わっただけであって、私の主張、思想、そして信念は一度も変えたことがない。改めて思うと、政党というのはあくまで機能体であって、仲間内の運命共同体ではないと思う」と自ら説明している。

### カイロ大学卒業について
1992年の参院選の頃から、選挙前になるとカイロ大学卒業を疑う報道が行われる傾向にある。1993年、小池は疑惑に対抗すべく、当時連載中だった『週刊ポスト』のコラムでカイロ大学の卒業証書を写真で紹介した。また、2020年にカイロ大学は「1976年にカイロ大文学部社会学科を卒業したことを証明する」と声明を発表し、経歴詐称疑惑を否定した。
入学については下記の通り1972年入学としているが、週刊文春が記録した2016年の音声データで小池本人が1971年に入学したと発言している。

#### 公表されている学歴
公表されているカイロ大学卒業についての学歴は以下のとおりである。
- 1972年10月、カイロ大学文学部社会学科入学

出典：小池百合子著『振り袖、ピラミッドを登る』（講談社、1982年10月20日）。
- 1976年10月、カイロ大学文学部社会学科卒業

出典：首相官邸ホームページ（2007年7月4日の防衛大臣就任時）、東京都公式ホームページ。
- カイロ大学を首席で卒業

出典：小池百合子著『3日でおぼえるアラビア語 第1版』（学生社、1983年5月）、小池百合子著『振り袖、ピラミッドを登る』（講談社、1982年10月20日）、『月刊カレント』1986年8月号。

#### 2016年都知事選
2016年の東京都知事選挙の際に、経歴詐称疑惑が広く報道された。同年6月30日放映のテレビ番組『情報プレゼンター とくダネ!』が学歴詐称疑惑を扱った際、資料として卒業証書と卒業証明書を担当者に送った。7月14日に告示された都知事選の選挙公報に「カイロ大学卒業」と記載した。
同年8月2日に知事に就任すると、東京都庁のウェブサイトの自身のプロフィール欄に「1976年10月 カイロ大学文学部社会学科卒業」と明記した。

#### 2017年と2018年の文藝春秋報道
『文藝春秋』2018年1月号（2017年12月8日発売）で、石井妙子がルポルタージュ「女たちが見た小池百合子『失敗の本質』」を掲載。この記事を読んだ小池のカイロ大学時代の同居人とされる女性Kが、2018年1月に編集部気付で石井に「小池百合子さんはカイロ大学を卒業していません」とする手紙を出した。
2018年6月8日、文藝春秋は元同居女性の証言を元にした記事を配信した。これを受けて同年6月19日、自民党都議の早坂義弘は都議会本会議で記事に言及。「カイロ大学を首席で卒業したという経歴について疑義があるとの報道について、知事は、先週の記者会見において、記者からの問いに正面から答えなかった。知事の見解を伺いたい」と質問した。小池は「これまで何度も申し上げているとおり、正式なカイロ大学の卒業証書及び卒業証明書を有している。大学側も、幾度もこの卒業を認めている」「首席については、当時の担当教授の言葉をうのみにした。そのことでうれしくなって、その旨を記述した」と答弁した。

#### 2020年都知事選
2020年5月27日、小池が2020年の東京都知事選挙への再選出馬の意思を固めたことが報道により明らかとなった。同日、週刊文春が卒業関係書類のロゴやスタンプが異なるなどと主張した。
同日、カイロ大学の証言をプレジデントオンラインが紹介。記事では大学に照会し、カイロ大文学部日本語学科の教授から「確かに小池氏は1976年に卒業している。72年、1年生の時にアラビア語を落としているが、4年生の時に同科目をパスしている。これは大学に残されている記録であり、私たちは何度も日本のメディアに、同じ回答をしている」との証言があるとした。また卒業関係書類のスタンプやロゴの疑惑についても、カイロ大学の幹部を務めた経験のある男性は「大学の記録を調べたが、間違いなく小池氏は76年10月に卒業していた」と証言した上で「学部や時代によってスタンプやスタイル、サインが違うということだ。盗難対策などで数年ごとにそれらを変えていることを知らない人間が勝手に間違えていることを言っているのだろう」と指摘している。他のカイロ大学関係者も「卒業関係書類は昔は男性形の1つのフォーマットを使い、手書きやタイプライター。ピンで留め、大学職員が何人かで手作業でスタンプを押していた。今はさすがに男女の違いはあるが、多くの学生に書類を作成するのは大変な作業で、多少異なる点があるのも当たり前」と解説した。
同年5月29日、石井妙子によるノンフィクション『女帝 小池百合子』が出版され、元同居人Kの証言などを元にした学歴詐称疑惑がここでも綴られた。なお、2023年11月8日に本書の文春文庫版が発売。文庫化に際し、これまで仮名だった元同居人の記述部分は実名で記載された。同月、都議の上田令子はKと面会した。
同年6月3日の都議会では、上田令子が、首席で卒業したエビデンスの提示を要求。小池は、すでに何度も公開してきたと述べ、担当教官から「あなたが一番だった」とのお褒めの言葉をもらったと答弁した。
同年6月8日、カイロ大学のモハンマド・エルホシュト学長は小池について「1976年にカイロ大文学部社会学科を卒業したことを証明する」「卒業証書はカイロ大の正式な手続きにより発行された」「日本のジャーナリストが証書の信ぴょう性に疑義を示したことは、大学と卒業生への名誉毀損で看過できない」とする声明を発表した。そのうえで「エジプトの法令にのっとり、適切な対応策を講じることを検討している」と警告を発した。
同年6月9日、駐日エジプト大使館は、小池が1976年10月に卒業したことを証明する旨のカイロ大学の声明文を、フェイスブックで公開した。
ジャーナリストの山田敏弘がカイロ大学教授のアーデル・アミン・サーレに取材して小池の在籍記録を調べたところ、小池が1976年にカイロ大学文学部社会学科を「グッド」の成績で卒業した記録が残っていた。サーレは「カイロ大学は今でも4人に1人は留年するが、彼女は4年間で卒業している。これはすごいこと。10月に卒業したことになっているが、普通は7月卒業なので、2か月遅れたのは卒業前にも補習を受ける必要があったからだろう。相当に大変だったのではないか」と話していたという。
小説家でカイロ・アメリカン大大学院修士の黒木亮は、小池のアラビア語に諸々の誤りが見られると指摘。クウェートの女性大臣とフスハーで話そうとしてしどろもどろになったり、カダフィ大佐訪問時はほとんど会話にならないといった、「お使い」レベルのアラビア語であり、到底大学教育に耐えられるものではないとしたほか、小池が『振り袖、ピラミッドを登る』（1982年）の58ページに、1年目に落第し、次の学年に進級できなかったと記述していることから、卒業には最低で5年かかり、早くても1977年となるのだから、1976年10月卒業と記載されている「小池の卒業証書は信用出来ない」と述べている。また黒木は、カイロ大学を含むエジプトの国立大学では、小池が卒業したと称しているサダト政権時代（1970～81年）から不正な卒業証書の発行が行われており、小池の卒業証書はムハンマド・アブドゥル・カーデル・ハーテムのコネを利用したものだ、と主張している。
これに対し、元・外務省書記官でアラビア語通訳者の新谷恵司はX（旧Twitter）にて「小池百合子氏のアラビア語能力は高い」とポストした他、J-CASTの取材に対して「（自身が同席した会談で）アラブ人の賓客と直接会話し齟齬が発生することはないという事実は、カイロを離れて半世紀近くになるにも拘わらず小池が話す力と理解する能力を保持していることを示唆している」と反論し、自身の通訳者としての経験から「それ（小池のアラビア語が誤っていること）は『外国人が日本語のテニヲハを間違う』ようなものだ」と述べ、さらに「大学の授業では会話力よりも書く・読む・聞くの三要素が重要視されており、個人の語学力を値踏みし確定している学歴について相応しいか否か？などと詮索することは非常に失礼な行為だ」とした。
また、中東に10年近く滞在した経験のあるジャーナリストの池滝和秀は、英語圏の大学や大学院に留学しても、努力なしに流暢に英語を話せるようにはならないのと同じであり、アラビア語が十分に話せないことで「カイロ大卒の学歴は詐称」との証明にはならないとした。
同年7月5日、都知事選執行。小池は経歴詐称疑惑を切り抜け、得票の59.7％を獲得して再選された。

#### 2024年都知事選
2024年4月9日、文藝春秋の記事で、元都民ファーストの会事務総長の小島敏郎が2020年に公表されたカイロ大学の声明文について疑問を呈した。小島は4月12日の取材において、声明文の提案を自身が行ったことや提案から掲載までの期間が短かったことから「自分は偽装工作に加担してしまったのではないか」と述べた。また、同誌には元同居人Kによる記事も掲載されており、それによると小池が日本の新聞に「カイロ大学文学部社会学科を日本人女性として初めて卒業した」などと取り上げられた際に「そういうことにしちゃったの？」とKが問うと、小池は「うん」と屈託なく言ったという。
小池は4月12日の定例記者会見で「（声明文は）カイロ大学が意思を持って出したと認識している」と述べ、カイロ大学が卒業を認めていることを指摘した。そのうえで「卒業証書や卒業証明書は公にし、記者会見や都議会などでも説明している」と反論、「選挙のたびに記事が出るのは残念だ」と述べた。
舛添要一は、2024年4月15日公開のABEMAニュースで、40年前に小池と会話した際、カイロ大学の首席卒業について賛辞を贈ったところ、小池の答えは「学生は私一人しかいなかったの。だから首席でもあるしびりでもある」という回答だったという。しかし、2018年の小池の都知事就任会見で「首席」とは言わず「ベリーグッドと先生に言われた」とだけ発言したことを取り上げ、40年間騙されたとした。また、舛添によると、エジプトの大学は卒業証書の偽造などは日常茶飯でいい加減であるという。そして小池はエジプト政府に借りができているとし、そのためエジプトに頭が上がらず国政に戻って外交などできるわけはないなどと発言した。
小池は4月19日の定例記者会見で、カイロ大学の声明文の作成について「私自身が関知しているものではない」と述べ、カイロ大学の判断によるものであるという見解を改めて示した。その上で「カイロ大を正式に卒業しており、大学が発行している卒業証書を公にしている」とした。
6月11日、カイロ時代に小池一家の世話をした朝堂院大覚が東京都庁記者クラブで会見を開き、小池は3年生に進級できず、カイロ大学を中退したと発言した。この件について、6月12日のぶら下がり会見において記者が「昨日朝堂院大覚さんがね…」と質問をしようとしたが、途中で途切れて他の記者による質問に移ったため、小池はコメントしていない。
6月18日、小島敏郎が公職選挙法違反（虚偽事項の公表）の容疑で小池を東京地検に刑事告発した旨を公表した。
6月21日、小池の実兄が週刊文春の取材に応じ、学歴詐称を否定した。兄によると、遅くとも1971年までに小池はカイロに行っており、カイロのアメリカンスクールに入学して2年間アラビア語を勉強、2年の時にカイロ大学に編入し、カイロ大学は1976年に卒業したと述べた。
カイロ大学の名誉教授で同大の卒業実務にも関わっていたハムザ・イサム東京国際大学教授は、6月18日の小島の記者会見において「卒業証明書は本物です」と証言した。ハムザはMINKABUのインタビューで「（小池が）カイロ大学を卒業した記録がある」として疑惑を否定し、不正な卒業証明書を発行したとする主張は大学の名誉を傷つけるものだとした。
7月7日、2024年東京都知事選挙が投開票され、291万8015票（得票率42.8%）で東京都知事に再選された。

### その他
- かつて自宅を共同で購入し(後に小池に売却)同居し会計責任者や大臣秘書官を歴任した従弟は中国当局に拘束された後、2021年に東京地検特捜部が摘発した太陽光発電関連会社との関係性が取り沙汰されている[275]。
- 東京都練馬区桜台在住[276][277]。
- 高校時代以来髪を伸ばしたことがなく、一貫してショートカットであった[278]。自民党が政権を失った後、政権に復帰するまで髪を切らないと宣言した[279]。小池は「つらいこと（=伸びた髪）を自分に課そうと思った」と語り、自ら「臥薪嘗胆ヘア」と名付けた[278]。2012年12月16日に行われた衆議院議員総選挙において自民党が政権に復帰し、小池自身も2期ぶりに小選挙区からの当選を果たした。この結果を受け、同年12月19日、後援会関係者らが参加して「断髪式」が行われた[279]。1年2ヶ月の間切らなかった髪は肩下まで伸びていたが、自民党の河村建夫選対局長や三原じゅん子参院議員ら50人以上が大相撲の断髪式にならって髪にハサミを入れ、元のショートカットに戻った。会場は最初両国国技館での開催を希望したが[280]、都内のホテルで行われた。
- エジプトに留学していた21歳の頃、日本人留学生の一般人男性と結婚し、離婚している[281][282]。
- 小池によれば、顔の頬の部分に痣があり、キャスター時代は化粧で隠すことに苦労したという。都知事選時に石原慎太郎が小池を「厚化粧の女」と発言した際は、「ちょっとぐさっときたかな」と思ったという[283]。小池によれば、猪瀬直樹の後継都知事選挙では、事前に石原から出馬の打診があったという[284]。
- かつては喫煙者であり、1980年代には高須克弥とともに「愛煙家のためのシンポジウム」に参加し、マスコミの前でたばこをふかすパフォーマンスを披露することもあった[285]。国会議員時代は愛煙家議員連盟もくもく会にも所属していたが、東京都知事になる頃には禁煙をしており、受動喫煙防止の旗振り役を担っている[286]。
- 1997年末には盲腸の手術を、翌1998年5月には子宮筋腫の手術を受けた[287]。子宮全摘出で3週間入院した[288]。
- 2006年3月29日、肺炎[289]により40度近い熱を出し脱水症状で入院したが、4月14日に退院して公務に復帰した[290]。
- 2014年の第186回国会において、過去に、大臣、副大臣、政務官、補佐官、議長、副議長、委員長の要職にあった衆議院議員で、質問、議員立法、質問主意書のいずれかの提出がなかった24人の議員（野田佳彦、小沢一郎、野田毅、亀井静香、鳩山邦夫、中村喜四郎、浜田靖一、高村正彦、平沼赳夫、丹羽雄哉、額賀福志郎、大島理森、川崎二郎、金子一義、山口俊一、山本有二、大畠章宏、小池百合子、細田博之、塩谷立、渡海紀三朗、林幹雄、伊藤達也、佐藤勉）の一人として紹介されている[291]
- 2016年に第29回小学館DIMEトレンド大賞では、創刊30年記念として創設された「DIME創刊30周年記念 トップリーダー賞」を受賞[292]。また、「VOGUE JAPAN Women of the Year 2016」 [293]、第45回ベストドレッサー賞（政治部門）[294]を受賞。
- 2017年4月、アメリカ合衆国の雑誌『タイム』が選ぶ2017年の世界で最も影響力のある100人に選出された[295]。

## 政治資金
- 朝日新聞は2007年11月26日、政治資金収支報告書において2003年から4年連続で繰越金が0円であった団体の一つに小池が代表を務める政党支部を挙げた[296]。小池の事務所は、「実際にかかった費用を積み上げ、法にのっとって適切に処理した結果だ」[296]としている。
- 産経新聞は2016年7月4日、小池が代表を務める自民党東京都第10選挙区支部が、支援者が所有するビルの一室を相場価格の半額ほどで賃借しながら、差額を寄付として政治資金収支報告書へ記載する義務を怠っていたと報じた[297]。神戸学院大学教授の上脇博之は「政治資金規正法に抵触する可能性がある」と主張した[297]。小池の事務所は、「提示された金額を見て借りることにしたので、寄付という認識は全くない」と説明し[297]、産経新聞の報道内容への反論をおこなった[298]。
- 1992年7月に小池が参議院議員に初当選すると、それまで政治家になることに反対していたオリックス社長の宮内義彦は小池に後援会の設立を促した。後援会は小池の下の名前もかけて「フォーラム・ユーリカ」と名付けられ、宮内が会長に就任した。このとき資金管理団体も設立されるが、同名の「フォーラム・ユーリカ」とされた[299][300]。「フォーラム・ユーリカ」は、都知事選後の2016年12月に資金管理団体の指定を取り消され、2017年6月に解散した[301]。小池は都議選を控えた同年6月1日、都民ファーストの会代表に就任[73]。選挙大勝後の8月、政治団体「百乃会（ひゃくのかい）」を設立した。代表と会計責任者には元衆議院議員の杉浦正健が就いた[302][303]。再選に向け、2019年1月4日に新たな資金管理団体「百成会」を設立した[304][305][306][307][308]。
- 東京都医師会の政治団体が2022年に小池のパーティ券を150万円、小池が代表を務める都民ファーストのパーティ券を100万円分購入したことに対して医師会は「理念や政策が方向性が近しいと考える」というコメントを出している[309]。

| 区分         | 団体名                   | 設立日       | 解散日    | 代表者     |
| ------------ | ------------------------ | ------------ | --------- | ---------- |
| 資金管理団体 | フォーラム・ユーリカ     | 1992年       | 2017年6月 | 小池百合子 |
| 資金管理団体 | 百成会（ひゃくせいかい） | 2019年1月4日 |           | 小池百合子 |
| 政治団体     | 百乃会（ひゃくのかい）   | 2017年8月    |           | 杉浦正健   |

## 発言

### 小沢一郎に関して

#### 小沢を支持した理由
- 新進党、自由党に在籍していた約6年間に小沢一郎を支持していた理由について、「小沢さんが九三年に刊行された『日本改造計画』に大変な感銘を受けたからだ」[310]と説明しながらも、「ところが、小沢さんが掲げた改革を断行し、護送船団の社会構造を廃して自己責任の社会を実現しようとしたのは小沢さんならぬ、小泉純一郎元総理、その人であった」[310]と評している。
- 小沢の政治手法については、「極論すれば、小沢氏の政治行動の基準は、わずか二枚のカードに集約される、と。それは『政局カード』と『理念カード』である。具体的にいえば、『政局カード』とは持論である政権交代という錦の御旗を立てることであり、『理念カード』とは安全保障を中心にした政策構想である。小沢氏というと政治的駆け引きに長けているように見えるが、決してそんなことはない。むしろやり方はシンプルだ。自民党を離党し、細川政権の樹立から今日まで、手の内のカードはこの二枚を駆使することに尽きる。ある時は『政局カード』を振りかざし、それが手詰まりになると見るや、今度は『理念カード』を切る。この繰り返しである」[311]と評している。

#### 小沢と決別した理由
- また、小池が自由党を離党して保守党に参加し、小沢と決別した理由については、「ここで連立政権を離れて野党になれば、小沢氏の『理念カード』によって、政策の先鋭化路線に再び拍車がかかることは想像できる。一方で、経済企画庁の政務次官の仕事を中途半端に投げ出すことには躊躇した」「少々心細くもあったが、実は『政局』と『理念』の二枚のカードに振り回されることにも、ほとほと疲れていた。」[311]「かつて小沢さんは、自由党時代に取り組んだはずの国旗・国歌法案について、自民党との連立政権から離脱するなり、180度転換し、『反対』に回った。国旗・国歌法案は国家のあり方を問う重要な法案だ。政治の駆け引きで譲っていい話ではない。同じく外国人地方参政権の法案についても自由党は反対であったはずが、公明党の取り込みという目的のために、『賛成』へと転じたことがある。国家の根幹を揺るがすような重要な政策まで政局運営の“手段”にしてしまうことに私は賛成できない。これが私が小沢代表と政治行動を分かとうと決意する決定打となった」[310]と説明している。

#### 小沢への批判
- 2012年には、作家の大下英治によるインタビューで、「自由党の時に広報戦略を担当していた時の面白い資料が出てきたんです。『小沢一郎が永田町で嫌われるわけ』というテレビCMの、私が作った絵コンテ。『先見性がある、リーダーシップがある、決断力がある、正論を言う、実行する、先送りしない、本音を言う、役人に使われない。政策を重視する……』と続くんですが、当時は小沢さんの半面しか知らなかったから、今から考えるといくつか全く違うところもある」「政策はあるけれども、それ以上に政局が第一なんじゃないかと。今回の新党（引用者注：国民の生活が第一）でつくづく感じましたね」「小沢さんは政局を目的化しすぎ。政権を取った時、言っていた政策と行動があまりにも違う」「小沢さんは細川内閣で2大政党制による政権交代可能な政治制度を作ると言って小選挙区制を導入した。小選挙区制度では新党を作るのは不利だと一番分かっているのが小沢さんなのに、民主党を離党して4回目の新党を作った」と述べた[312]。
- 週刊朝日による2012年のインタビューでは、「小沢さんを取り巻く人が抱く感情の変遷には、3段階ある。第1段階は、小沢さんを恐れ多く思う。私も『日本を変えるのは、そんじょそこらの人にはできないが、小沢さんならできる』と思っていた。第2段階は『すごい』と『えっ?』の間を行ったり来たりする。第3段階は『enough（もう十分）』と言って去っていく。新党についていったのは第1、第2段階の人。参加しなかったのは第3段階の人でしょう」と述べている[313]。

### 沖縄メディアへの批判
2013年3月に「沖縄の先生（＝自民党議員）方が何と戦っているかというと、沖縄のメディアなんですよ。今日はこちらに地元メディアもいると思うが、しかしながら、あれと戦って今回のご当選をされてきたということは、むしろ沖縄のメディアの言っていることが本当に県民をすべて代表しているとは、私ははっきり言って思いません。これからも堂々と地元と国会議員としての役割を果たして頂けるように後押しをさせていただきたい」と党国防部会で述べた。

### 「女性は子供を産む機械」発言への批判
女性を「子供を産む機械」に例えた厚生労働大臣柳澤伯夫の発言に対し、2007年2月4日に出演したテレビ番組で「柳澤さんだけじゃなくて、イスラムの国よりも、日本における男性の、女性に対する見方は遅れてるんじゃないか」と批判した。

### 外国人参政権への批判
2010年1月22日の衆議院予算委員会において外国人参政権について質問し、赤松広隆農林水産大臣の「外国人参政権は民団への公約」という発言について質し、さらに亀井静香金融担当大臣から「私の所属しております国民新党は付与することについては反対でありますし、私としても反対であります」との答弁を引き出した。
なお、小池本人は保守党在籍当時の2000年11月に、同じ衆議院の特別委員会で法案提案者の一人として「税金を払っている在日の方々がそれに対して意見を、また参政権という形で、選挙という形で意見を述べるのは、これは当然ではないかというような意見もある」「在日の皆さま方のことを考えると同時に、日本そのものを考えるという大変大きなモメンタムである」と発言している（一方で提案説明の中で「やはり国民の声の中では幾つかの問題提起もされている」「地方の政治と国政とは実は非常に密接に関係してくる」「（南北朝鮮の民団と総連という関係が敵対して）一本化されていないということに一抹の不安を覚える」「国籍を取りやすくするということも、この法案とはまた別にその選択肢も十分ある」と導入に慎重とも受け止められる意見もしている。ただし、「国籍取得をより簡便にするということをまず考えなければならない」として、国政選挙権の行使も可能となる帰化に積極的であった）。
2016年東京都知事選挙では、外国人地方参政権への反対を表明した。

### 旧統一教会との関係
- 2022年7月29日、東京都庁で行った定例会見上で旧統一教会との接点を問われ「私は全く関係がない」とした[318]。
  - 自身の衆議院議員時代に言及し、「東京10区（衆院議員時代の地盤）においては、対抗馬が“そちらのほう”とどっぷりの候補者だったので、私は全く関係がないですね」とした上で、「合同結婚式とか色々な話が巷では飛び交っていました。それを支える秘書の人がいたとかなんとか...みなさんのほうがお詳しいとは思いますが。そういう事情で、関係はございません。はい」と述べ、関係を否定した。

### その他

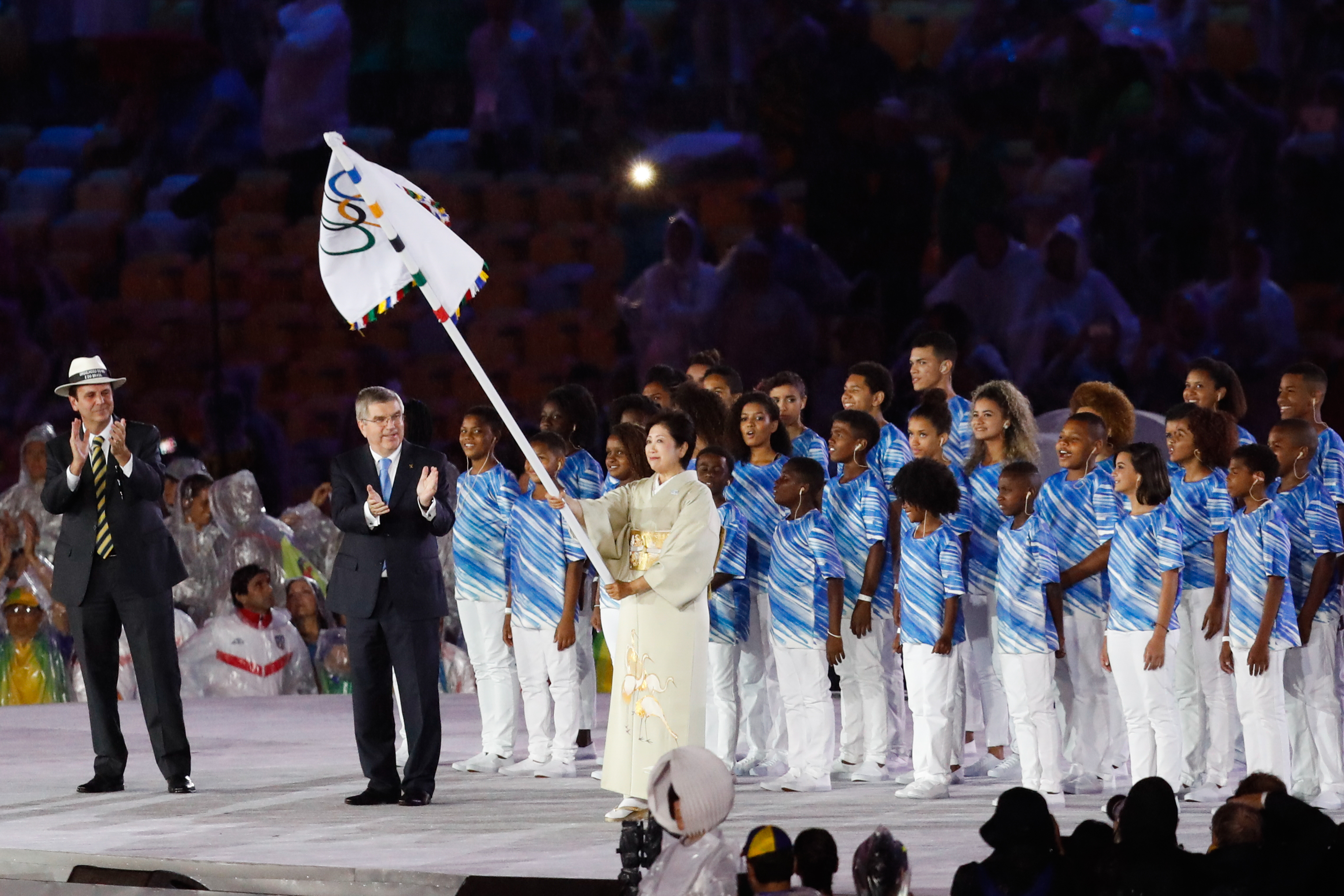
2016年リオデジャネイロオリンピック閉会式に参加

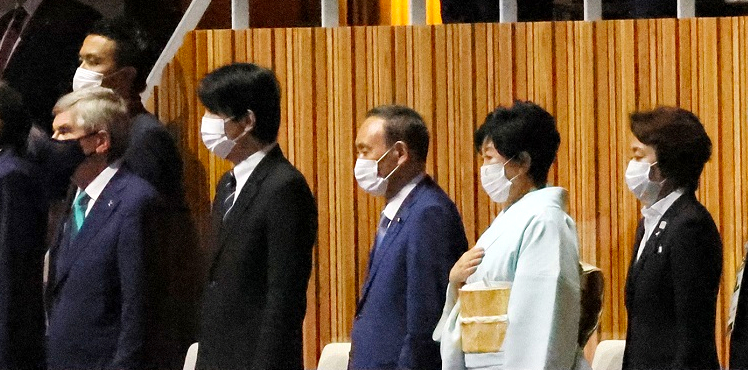
2020年東京オリンピック閉会式に参加

- 日本国憲法については「借り物の憲法記念日５月３日を祝日から外します」と発言するなど、改憲派である[319]。
- 阪神淡路大震災で被災した芦屋の女性たちが1996年に陳情のため議員会館の小池を訪れた際、小池は窮状を訴える彼女らに対してマニキュアを塗りながら顔を上げることなく応じ、マニキュアを塗り終えると「もうマニキュア、塗り終わったからかえってくれます？私、選挙区変わったし」と放言したという[320][321]。
- 2016年東京都知事選挙に立候補する直前の2016年7月8日に日本外国特派員協会で実施された記者会見で、ジャーナリストの江川紹子は、小池が過去に在日特権を許さない市民の会の関連団体に招かれて講演をおこなったことがあると述べた。小池は、「いろんな講演会に招かれることはしばしばございます。しかし私は在特会という、最近よく出ておりますけど、それについてはよく存じておりません。また、私を招いてくれた会は、こことどういう関係にあるか知り得なかったということでございます。よって、その認識はないということです」と返答した[322]。
- 2016年11月7日掲載の日経DUALのインタビューで、親学について、「一度だけ誘われて講演を聴きに行ったことはありますが、ちょっと私の考えとは方向性が違うと考えて、以降は何も関わっていません。それだけなんです。育休の延長プランのキャッチフレーズになった『3年間抱っこし放題』にも違和感を抱いていました」と関わりを否定している[323]。
- 2019年10月17日、2020年東京五輪のマラソンと競歩について国際オリンピック委員会（IOC）が暑さ対策として、会場を東京から札幌に移す計画を発表したことについて、「青天のへきれき」と述べ、「涼しいところでというのなら、総理らが『北方領土でやったらどうか』くらいなことを呼び掛けてみるのはありかと思う」などと批判した[324][325]。

## 選挙歴
| 当落 | 選挙                     | 執行日         | 年齢 | 選挙区               | 政党       | 得票数      | 得票率 | 定数 | 得票順位 /候補者数 | 政党内比例順位 /政党当選者数 |
| ---- | ------------------------ | -------------- | ---- | -------------------- | ---------- | ----------- | ------ | ---- | ------------------ | ---------------------------- |
| 当   | 第16回参議院議員通常選挙 | 1992年07月26日 | 40   | 比例区               | 日本新党   |             |        | 50   | /                  | 2/4                          |
| 当   | 第40回衆議院議員総選挙   | 1993年07月18日 | 41   | 旧兵庫2区            | 日本新党   | 13万6000票  | 15.07% | 5    | 2/7                | /                            |
| 当   | 第41回衆議院議員総選挙   | 1996年10月20日 | 44   | 兵庫6区              | 新進党     | 8万9672票   | 38.28% | 1    | 1/5                | /                            |
| 当   | 第42回衆議院議員総選挙   | 2000年06月25日 | 47   | 兵庫6区              | 保守党     | 8万4647票   | 33.81% | 1    | 1/5                | /                            |
| 当   | 第43回衆議院議員総選挙   | 2003年11月09日 | 51   | 比例近畿             | 自由民主党 |             |        | 29   | /                  | 3/9                          |
| 当   | 第44回衆議院議員総選挙   | 2005年09月11日 | 53   | 東京10区             | 自由民主党 | 10万9764票  | 50.05% | 1    | 1/4                | /                            |
| 比当 | 第45回衆議院議員総選挙   | 2009年08月30日 | 57   | 比例東京（東京10区） | 自由民主党 | 9万6739票   | 43.31% | 17   | 2/3                | 4/5                          |
| 当   | 第46回衆議院議員総選挙   | 2012年12月16日 | 60   | 東京10区             | 自由民主党 | 10万8983票  | 53.70% | 1    | 1/4                | /                            |
| 当   | 第47回衆議院議員総選挙   | 2014年12月14日 | 62   | 東京10区             | 自由民主党 | 9万3610票   | 50.73% | 1    | 1/5                | /                            |
| 当   | 2016年東京都知事選挙     | 2016年7月31日  | 64   |                      | 無所属     | 291万2628票 | 44.49% | 1    | 1/21               | /                            |
| 当   | 2020年東京都知事選挙     | 2020年7月5日   | 67   |                      | 無所属     | 366万1371票 | 59.70% | 1    | 1/22               | /                            |
| 当   | 2024年東京都知事選挙     | 2024年7月7日   | 71   |                      | 無所属     | 291万8015票 | 42.77% | 1    | 1/56               | /                            |

## 役職
- 特定非営利活動法人中央アジア・コーカサス研究所（理事長[326])
- 公益財団法人日本国際フォーラム（評議員[327]、政策委員[328]）
- 日本ウエイトリフティング協会会長[329]
- 東京都銃剣道連盟（会長）[330]

## 所属議員団体
- 日本会議国会議員懇談会（副会長）[331][332]
- 自民党国際人材議員連盟（会長）[333]
- 自由民主党資源・エネルギー戦略調査会（顧問）[334]
- 自由民主党無電柱化小委員会（委員長）[335]
- 自由民主党税制調査会（副会長）[336]
- 自由民主党環境・温暖化対策調査会（顧問）[334]
- 自由民主党安全保障調査会（顧問）[334]
- 自由民主党観光立国調査会（顧問）[334]
- 自民党どうぶつ愛護議員連盟（会長）[337]
- 北朝鮮に拉致された日本人を早期に救出するために行動する議員連盟（顧問）[338]
- 国際連帯税創設を求める議員連盟（副会長）[339]
- 日韓議員連盟
- 日華議員懇談会[340]
- 衆議院日仏友好議員連盟（副会長）[60]
- シリア難民支援議員連盟（会長）[341][342]
- 無電柱化推進議員連盟（会長代理）[336]

## 年譜
| 年表               | 年表     | 経歴 |
| ------------------ | -------- | --- |
| 1971年（昭和46年） | 3月      | 甲南女子高等学校卒業 |
| 1971年（昭和46年） | 4月      | 関西学院大学社会学部に入学（のちに中退）                                                                                        |
| 1976年（昭和51年） | 3月      | カイロ大学文学部社会学科卒業 |
| 1979年（昭和54年） | 4月      | 日本テレビ『ルックルックこんにちは』の1コーナーに移行したての『竹村健一の世相講談』アシスタントキャスターに就任（ - 1985年3月） |
| 1985年（昭和60年） | 4月      | テレビ東京『マネー情報』キャスターに就任（ - 1988年3月）                                                                        |
| 1988年（昭和63年） | 4月      | テレビ東京『ワールドビジネスサテライト』初代メインキャスターに就任（ - 1992年6月）                                              |
| 1992年（平成4年）  | 7月      | 参議院議員に初当選（日本新党公認・比例区）                                                                                      |
| 1993年（平成5年）  | 7月      | 衆議院議員に初当選（日本新党公認・旧兵庫2区）                                                                                   |
| 1993年（平成5年）  | 8月12日  | 総務政務次官に就任（ - 1994年4月28日）                                                                                          |
| 1994年（平成6年）  | 12月10日 | 日本新党解党、新進党結成に参加                                                                                                  |
| 1996年（平成8年）  | 10月     | 衆議院議員に再選（新進党公認・兵庫6区）                                                                                         |
| 1997年（平成9年）  | 12月     | 新進党解党 |
| 1998年（平成10年） | 1月      | 自由党結成に参加 |
| 1999年（平成11年） | 10月5日  | 経済企画総括政務次官に就任 |
| 2000年（平成12年） | 4月      | 自由党離党、保守党結党に参加 |
| 2000年（平成12年） | 4月5日   | 経済企画総括政務次官に再任（ - 同年7月4日）                                                                                     |
| 2000年（平成12年） | 6月      | 衆議院議員3選（保守党公認・兵庫6区）                                                                                            |
| 2002年（平成14年） | 12月     | 保守党解党、自由民主党に入党 |
| 2003年（平成15年） | 9月22日  | 環境大臣に就任 |
| 2003年（平成15年） | 11月     | 衆議院議員4選（自由民主党公認・比例近畿ブロック）                                                                               |
| 2003年（平成15年） | 11月19日 | 環境大臣に再任 |
| 2004年（平成16年） | 9月27日  | 内閣府特命担当大臣（沖縄及び北方対策）を兼任                                                                                    |
| 2005年（平成17年） | 9月      | 衆議院議員5選（自由民主党公認・東京10区）                                                                                       |
| 2005年（平成17年） | 9月21日  | 環境大臣・内閣府特命担当大臣（沖縄及び北方対策）に再任                                                                          |
| 2006年（平成18年） | 9月26日  | 内閣総理大臣補佐官（国家安全保障問題担当）に就任                                                                                |
| 2007年（平成19年） | 7月4日   | 防衛大臣に就任（ - 同年8月28日）                                                                                                |
| 2008年（平成20年） | 9月      | 自由民主党総裁選挙に立候補。麻生太郎、与謝野馨に次ぐ得票数3位で落選                                                             |
| 2009年（平成21年） | 8月      | 衆議院議員6選（自由民主党公認・比例東京ブロック）                                                                               |
| 2009年（平成21年） | 10月     | 自由民主党広報本部長に就任 |
| 2010年（平成22年） | 9月      | 自由民主党総務会長に就任（ - 2011年9月）                                                                                        |
| 2012年（平成24年） | 12月     | 衆議院議員7選（自由民主党公認・東京10区）自由民主党広報本部長に就任                                                             |
| 2013年（平成25年） | 4月      | ルノー社外取締役に就任 |
| 2013年（平成25年） | 6月      | 日本ウエイトリフティング協会の新会長に選任（女性初）（ - 2016年9月）                                                            |
| 2014年（平成26年） | 12月     | 衆議院議員8選（自由民主党公認・東京10区）                                                                                       |
| 2016年（平成28年） | 7月14日  | 東京都知事選挙告示、立候補に伴い衆議院議員を自動失職                                                                            |
| 2016年（平成28年） | 7月31日  | 東京都知事選挙が執行され初当選、8月2日、知事に就任（女性初）                                                                    |
| 2017年（平成29年） | 4月      | 地域政党『都民ファーストの会』の特別顧問に就任                                                                                  |
| 2017年（平成29年） | 6月      | 都民ファーストの会代表に就任 |
| 2017年（平成29年） | 7月      | 都民ファーストの会代表を辞任、特別顧問に就任                                                                                    |
| 2017年（平成29年） | 9月      | 国政政党『希望の党』を設立し、代表に就任                                                                                        |
| 2017年（平成29年） | 11月     | 希望の党代表を辞任。特別顧問に就任                                                                                              |
| 2020年（令和2年）  | 7月      | 東京都知事選挙に再選 |

### 受賞歴
- 2016年2月 - フランス レジオン・ドヌール勲章オフィシエ[60]
- 2021年 五輪オーダー功労章金章[345]

## 著作

### 単著
- 『振り袖、ピラミッドを登る』講談社、1982年10月20日。ISBN 4062002701。
- 『3日でおぼえるアラビア語』1983年5月。ISBN 4311700148。
- 『おんなの人脈づくり : サクセスウーマンのPassport』太陽企画出版〈Sun business〉、1985年4月。ISBN 4884660749。
- 『永田町ブロードキャスター』朝日新聞社、1994年6月25日。ISBN 4022567430。
  - 週刊朝日に連載した「永田町リポート」と、書き下ろした「日本新党の行方」を収録。
- 『小池式コンセプト・ノート : プロジェクトは「大義と共感」で決まる!』ビジネス社、2007年4月。ISBN 978-4828413518。
- 『女子の本懐 : 市ヶ谷の55日』文藝春秋〈文春新書〉、2007年10月。ISBN 9784166606023。
- 『もったいない日本』主婦と生活社、2008年10月。ISBN 978-4391136609。
- 『ふろしきのココロ』小学館、2009年7月。ISBN 978-4093878487。
- 『議員と官僚は使いよう』小学館〈小学館101新書 ; 055〉、2009年10月。ISBN 978-4098250554。
- 『発電する家「エコだハウス」入門』プレジデント社、2011年6月。ISBN 978-4833419550。
- 『自宅で親を看取る : 肺がんの母は一服くゆらせ旅立った』幻冬舎、2014年9月。ISBN 978-4344026469。

### 共著
- パラダイム・ファクトリー著『日本破局のシナリオ 待ったなし、日本再生構想』 新講社、1995年12月。ISBN 4915872106
- 相澤英之ほか編『一問一答金庫株解禁等に伴う商法改正』 商事法務研究会、2001年8月。ISBN 4785709553
  - 共編集。他の編集者：長勢甚遠、谷口隆義、金子一義、根本匠、漆原良夫。
- 『対論:テロは日本を変えたか』 広済堂出版、2001年12月。ISBN 4331508579
  - 古森義久との共著。
- 山本一太監修『私が総理になったなら 若き日本のリーダーたち』 角川書店、2002年11月。ISBN 4048837877
  - 浅尾慶一郎、安倍晋三、荒井広幸、石破茂、石原伸晃、枝野幸男、大村秀章、岡田克也、小池百合子、河野太郎ほか29名による共著。
- 環境ビジネスウィメン懇談会編著『環境ビジネスウィメン』 日経BP社、2005年4月。ISBN 4822208575
  - 小池百合子、染谷ゆみ、善養寺幸子、堤恵美子、キャシー松井、薗田綾子、安井悦子、鈴木敦子、枝廣淳子、崎田裕子、谷みどりによる共編著。
- TPL著『東京WOMEN大作戦』 小学館、2008年7月。ISBN 9784093877947
  - 小池百合子、猪口邦子、佐藤ゆかりによる共著。
- 『南地中海の新星リビア 高まる日本への期待』 同友館、2009年7月。ISBN 978-4496045516
  - 畑中美樹との共著。
- 『異端のススメ』 宝島社、2013年12月。ISBN 978-4800215437
  - 林修との共著。
- 『無電柱革命』 PHP新書、2015年7月。ISBN 978-4569825120
  - 松原隆一郎との共著。

### 対談等
- 1992年10月 牟田口義郎著『カイロ 世界の都市の物語 10』 文藝春秋、ISBN 978-4-16-509620-7
  - 「ケイオスティック・カイロ」を寄稿。
- 1993年9月 佐高信著『日本人の死角』 徳間書店、ISBN 4191452908
  - 対談「私は政治改革のモルモット」を収録。
- 1999年3月 大前研一、政策学校〈一新塾〉著『新しい日本をつくるために私ができることあなたができること』 ダイヤモンド社、ISBN 4478180202
  - 第3章に「政治を変える、日本を変える」 を寄稿。
- 2001年2月 佐和隆光、浅田彰著『富める貧者の国 「豊かさ」とは何だろうか』 ダイヤモンド社、ISBN 4478200653
  - 鼎談「機能不全に陥った日本型システム」を収録。

### 監訳書
- 2017年 ジョン・コッター、ホルガー・ラスゲバー著、大塚玲奈訳『ナディアが群れを離れる理由』ダイヤモンド社

### 論文
- CiNii収録論文 国立情報学研究所

## テレビ出演

### バラエティ
- ガチャガチャポン! 第8話「本日実行! 今泉議定書! 大臣もやってくるヤァヤァヤァ! の巻」（フジテレビ、2005年5月30日） - 小池百合子 役（本人・特別出演）
- SMAP×SMAP「BISTRO SMAP」（関西テレビ・フジテレビ、2016年10月3日）

## 秘書・支援者
| 氏名       | 小池との関係                     | 肩書                                       | 出典    |
| ---------- | -------------------------------- | ------------------------------------------ | ------- |
| 中田宏     | 元秘書（1992年就任）             | 参議院議員、元横浜市長、元衆議院議員       |         |
| 中山泰秀   | 元政策担当秘書（2001年就任）     | 元衆議院議員                               | [ 346 ] |
| 荒木千陽   | 元公設秘書、元私設秘書           | 元東京都議会議員、元都民ファーストの会代表 |         |
| 野田数     | 元秘書                           | 東京水道代表取締役、元東京都議会議員       |         |
| 尾島紘平   | 元秘書、元インターン             | 東京都議会議員                             | [ 347 ] |
| 天風いぶき | 元秘書                           | 元タカラジェンヌ                           |         |
| 森口つかさ | 元秘書（2008年に小池事務所入所） | 東京都議会議員                             |         |
| 樋口高顕   | 元インターン                     | 千代田区長                                 | [ 348 ] |
| 宮内義彦   | 後援会会長                       | 元オリックスCEO                            |         |
| 杉浦正健   | 「百乃会」代表                   | 元衆議院議員                               | [ 303 ] |